# Ford Falcon (Australia)
Ford Falcon – samochód osobowy klasy wyższej produkowany pod amerykańską marką Ford w latach 1960 – 2016.

## Pierwsza generacja

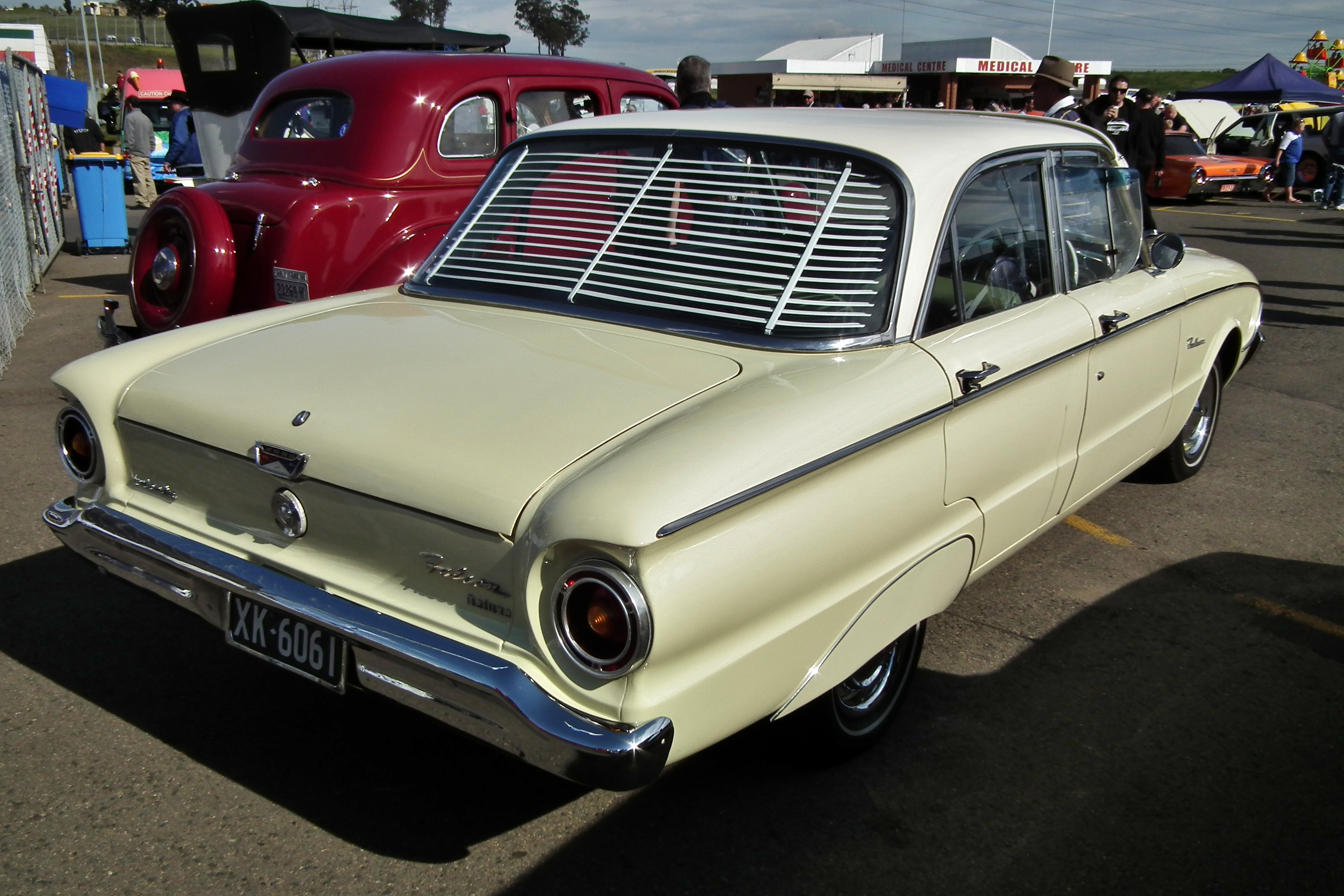
Ford Falcon I - tył

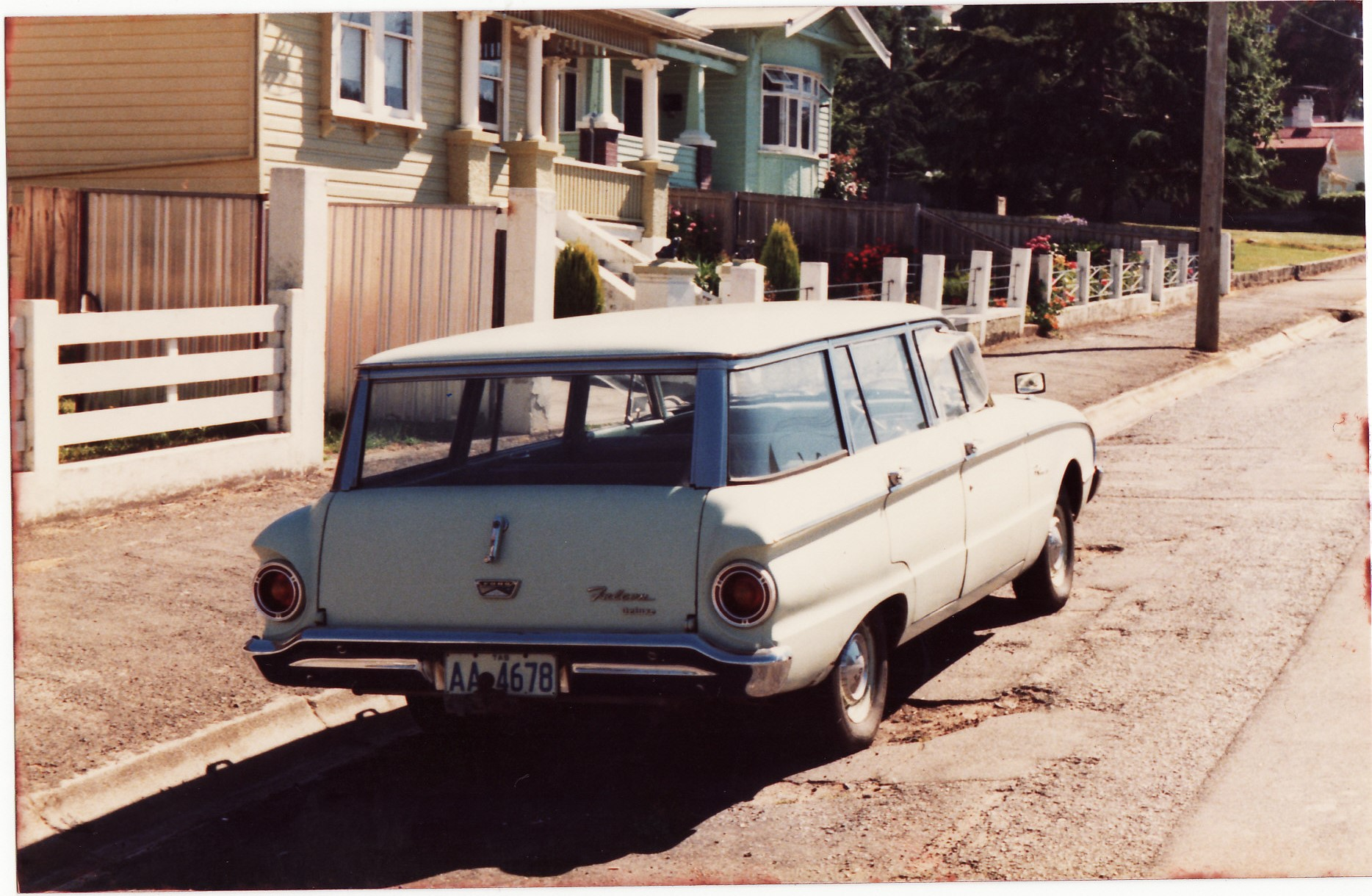
Ford Falcon I Kombi

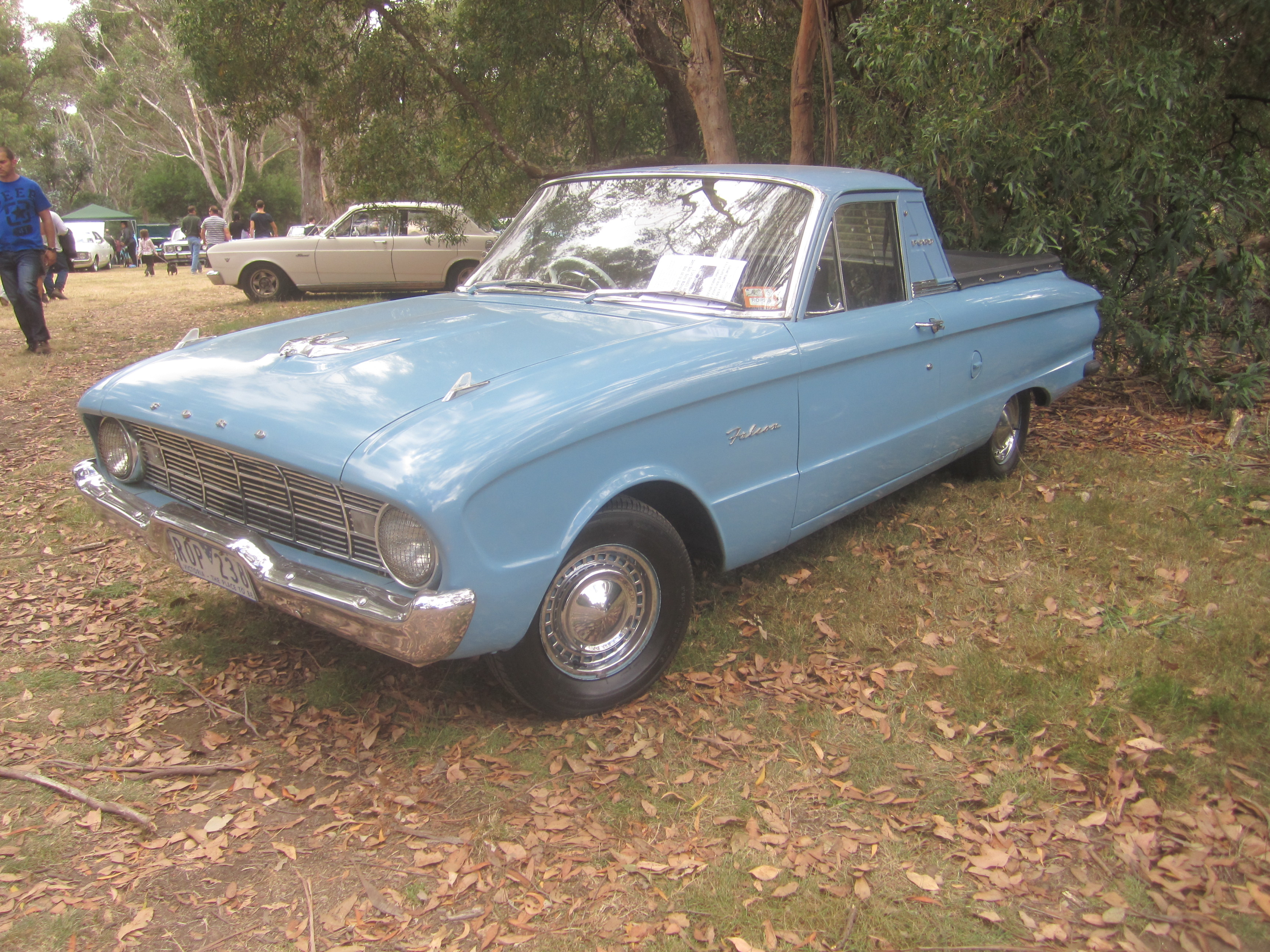
Ford Falcon Ute I

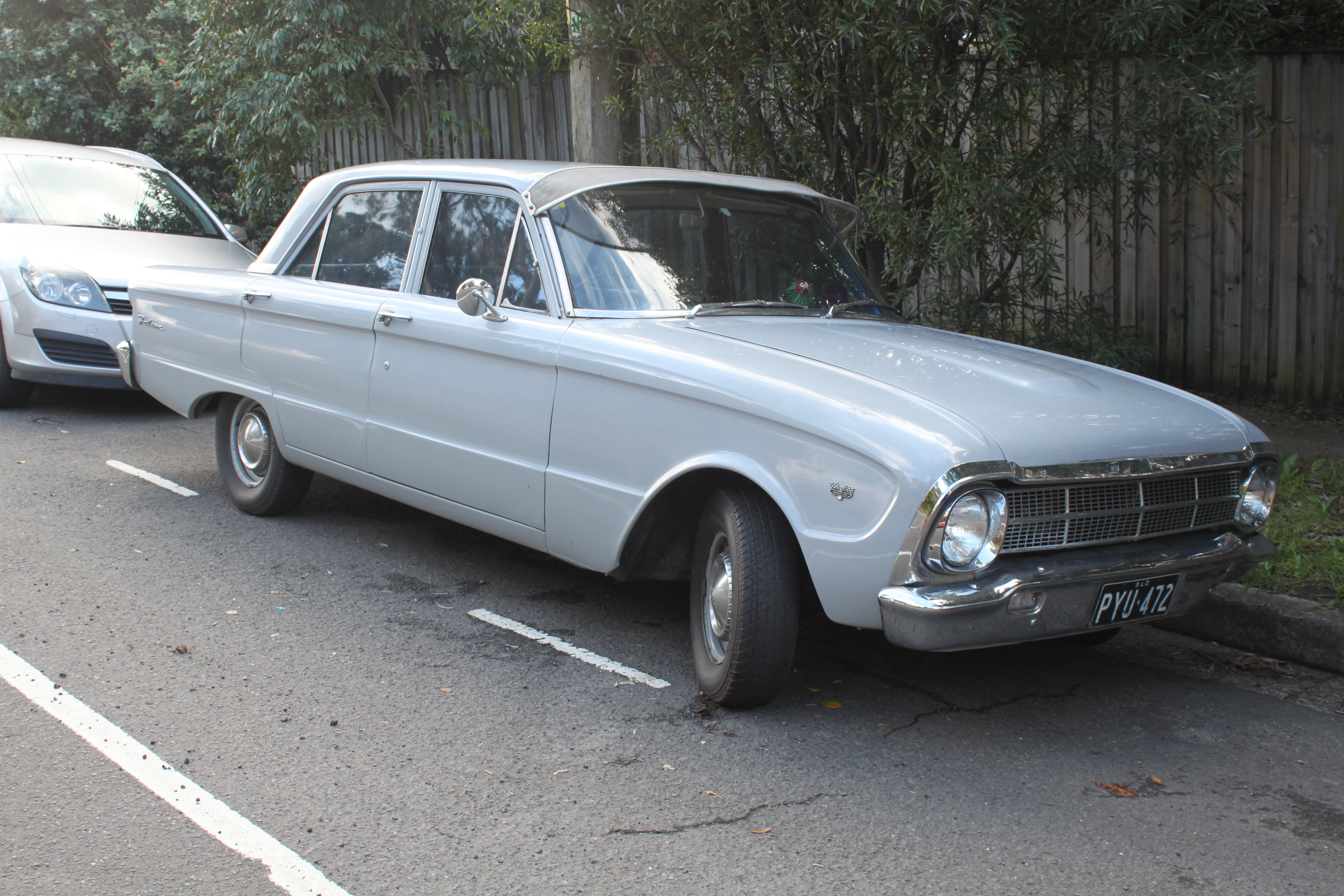
Ford Falcon I po drugim liftingu

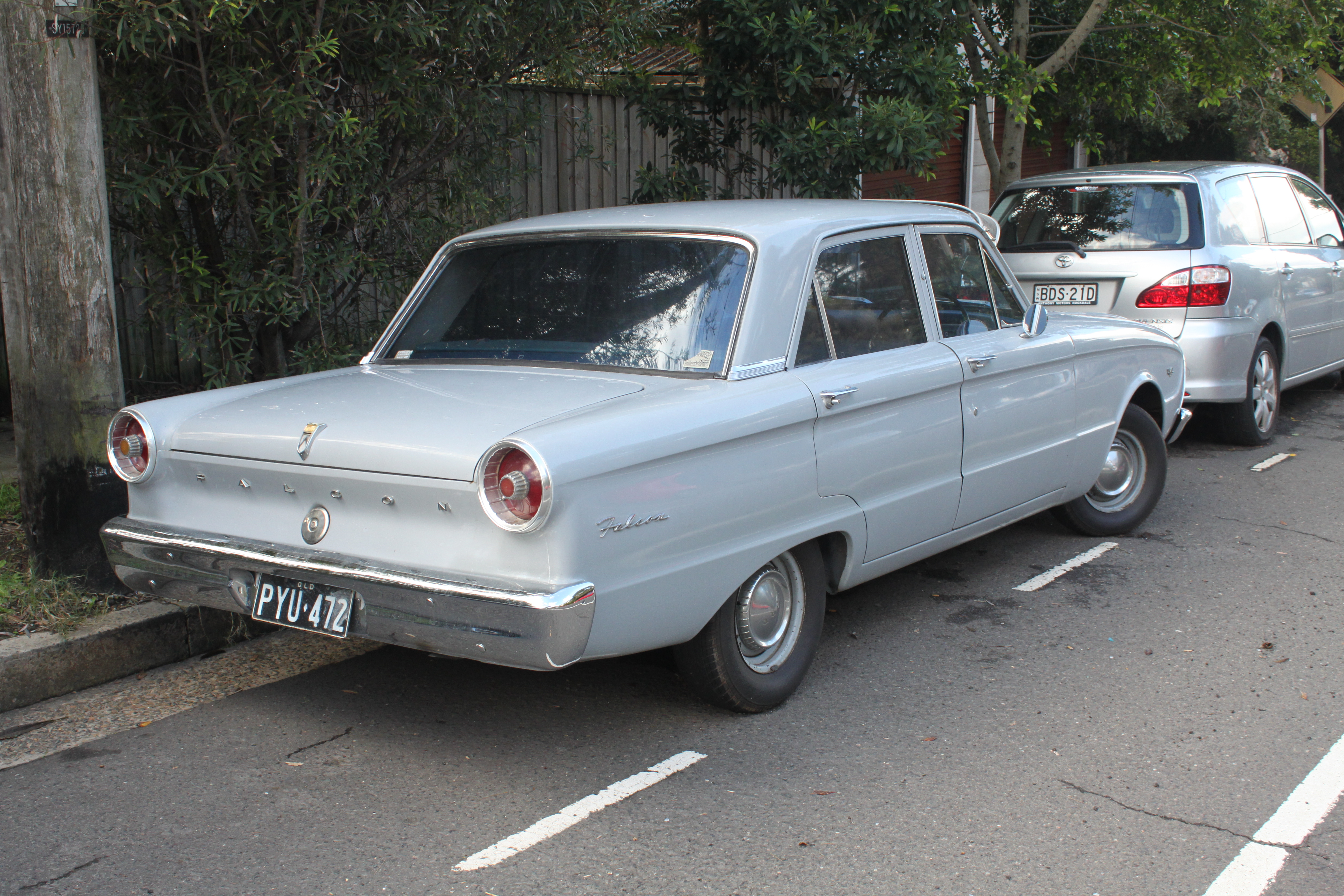
Ford Falcon I - tył po drugim liftingu

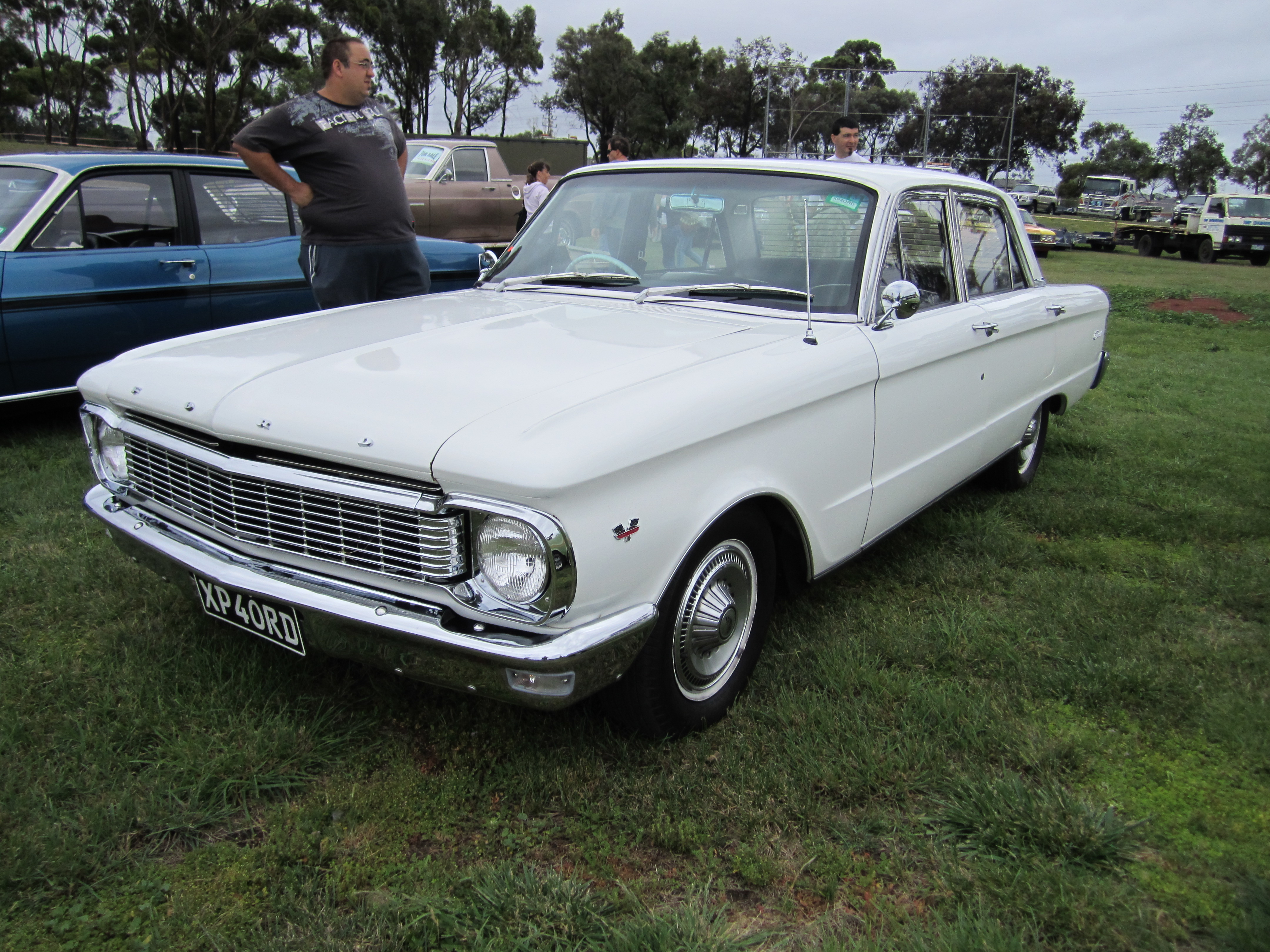
Ford Fairmont I

Ford Falcon I został zaprezentowany po raz pierwszy w 1960 roku.
W 1960 roku Ford zdecydował się wprowadzić model Falcon nie tylko do sprzedaży na lokalnym rynku Ameryki Północnej, ale i do Australii i Nowej Zelandii. Produkcja samochodu została ulokowana w lokalnych zakładach, a Ford Australia wprowadził drobne poprawki wizualne w wyglądzie modelu. Premiera rynkowa odbyła się we wrześniu 1960 roku.

### Pierwszy lifting
W sierpniu 1962 roku Ford przeprowadził pierwszą modernizację Falcona I, która polegała na zmianie wyglądu przedniej części nadwozia na czele ze zderzakiem i kształtem atrapy chłodnicy.

### Drugi lifting
W lutym 1964 roku przeprowadzono drugą modernizację Falcona, która pierwszy raz była tak rozległa i dostosowana w pełni do wymogów australijskich gust konsumenckich. Poza modyfikacją atrapy chłodnicy i zderzaka, gruntownie zmieniono także wygląd tylnej części nadwozia - zmieniło się ulokowanie lamp, zmodyfikowano kształt klapy bagażnika oraz zderzaka.

### Trzeci lifting
Trzecia i ostatnia modernizacja Falcona I miała miejsce w marcu 1965 roku. Ponownie gruntownie zmodyfikowano wygląd przedniego pasa, zmieniając kształt maski, błotników, atrapy chłodnicy i zderzaka.

### Fairmont
Przy okazji trzeciej modernizacji Falcona I w 1965 roku, australijski oddział Forda zdecydował się poszerzyć ofertę o luksusową i lepiej wyposażoną wersję o nazwie Fairmont. Odróżniała się ona wizualnie większą ilością chromowanych ozdobników.

### Wersje wyposażenia
- Sedan
- Deluxe Sedan
- Futura Sedan
- Station Wagon
- Deluxe Wagon
- Squire Wagon
- Utility
- Deluxe Utility
- Sedan Delivery

### Silnik
- L6 2.4l Falcon Six
- L6 2.8l Falcon Six
- L6 3.3l Falcon Six

## Druga generacja

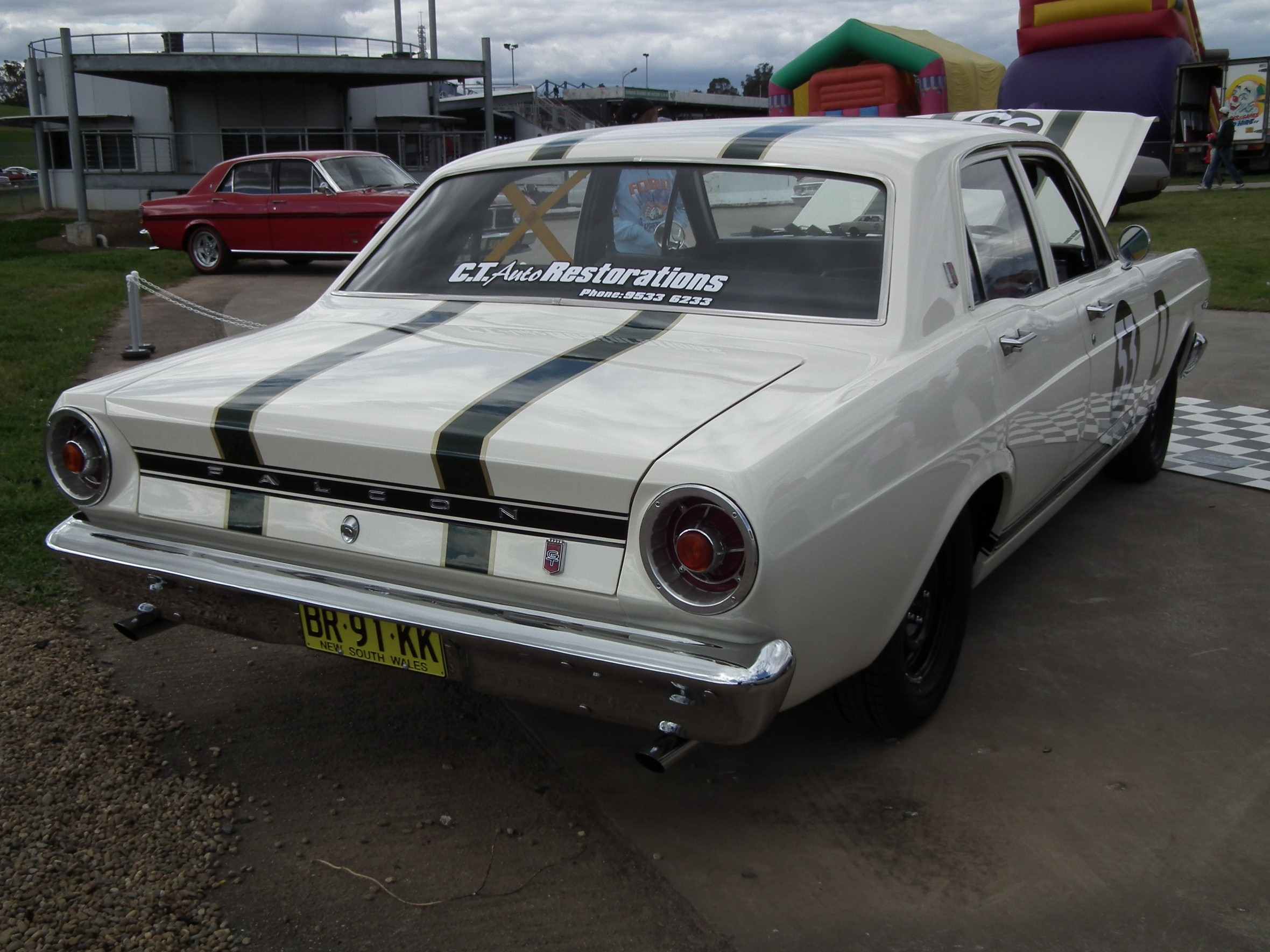
Ford Falcon II - tył

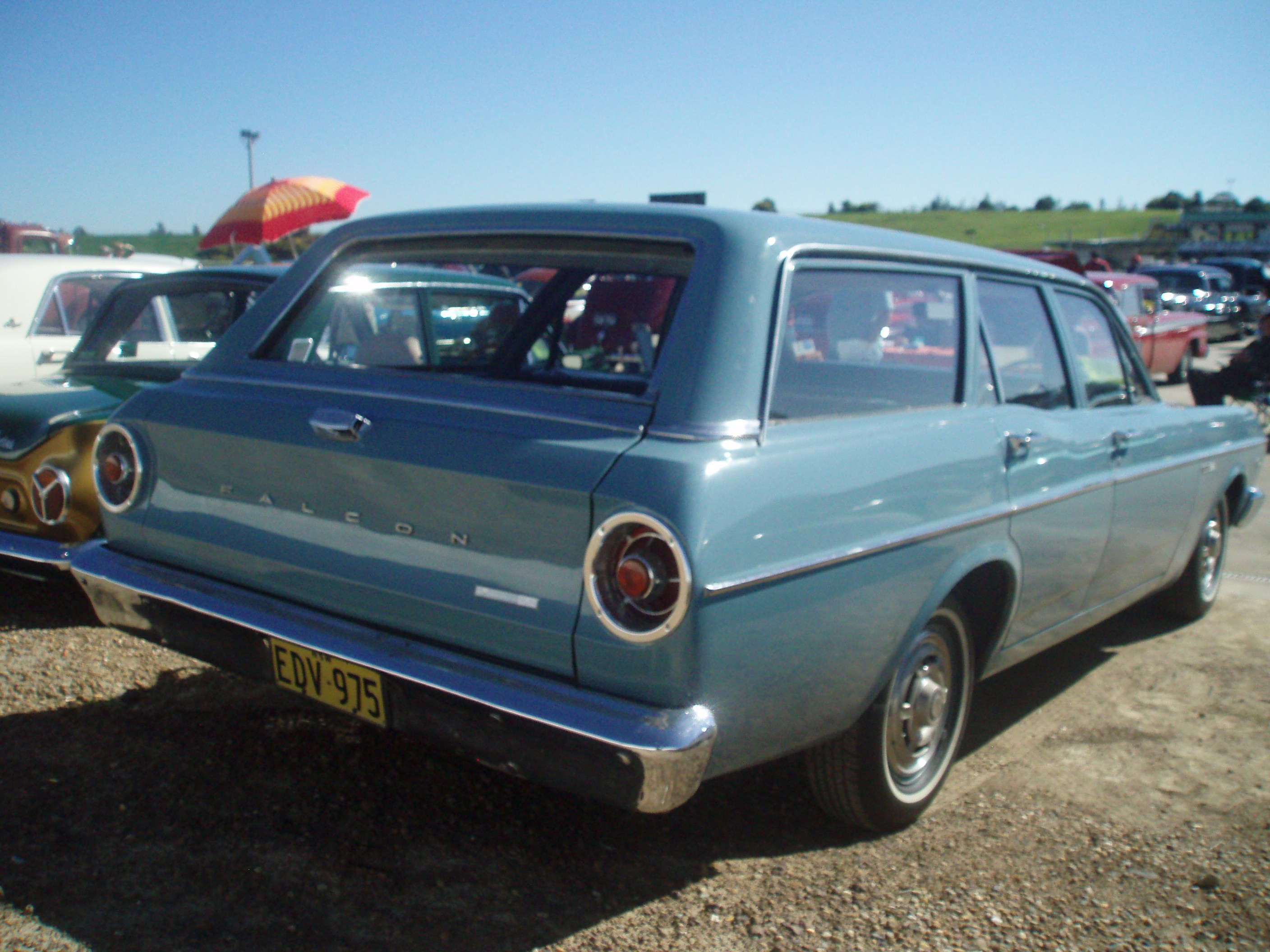
Ford Falcon II Kombi

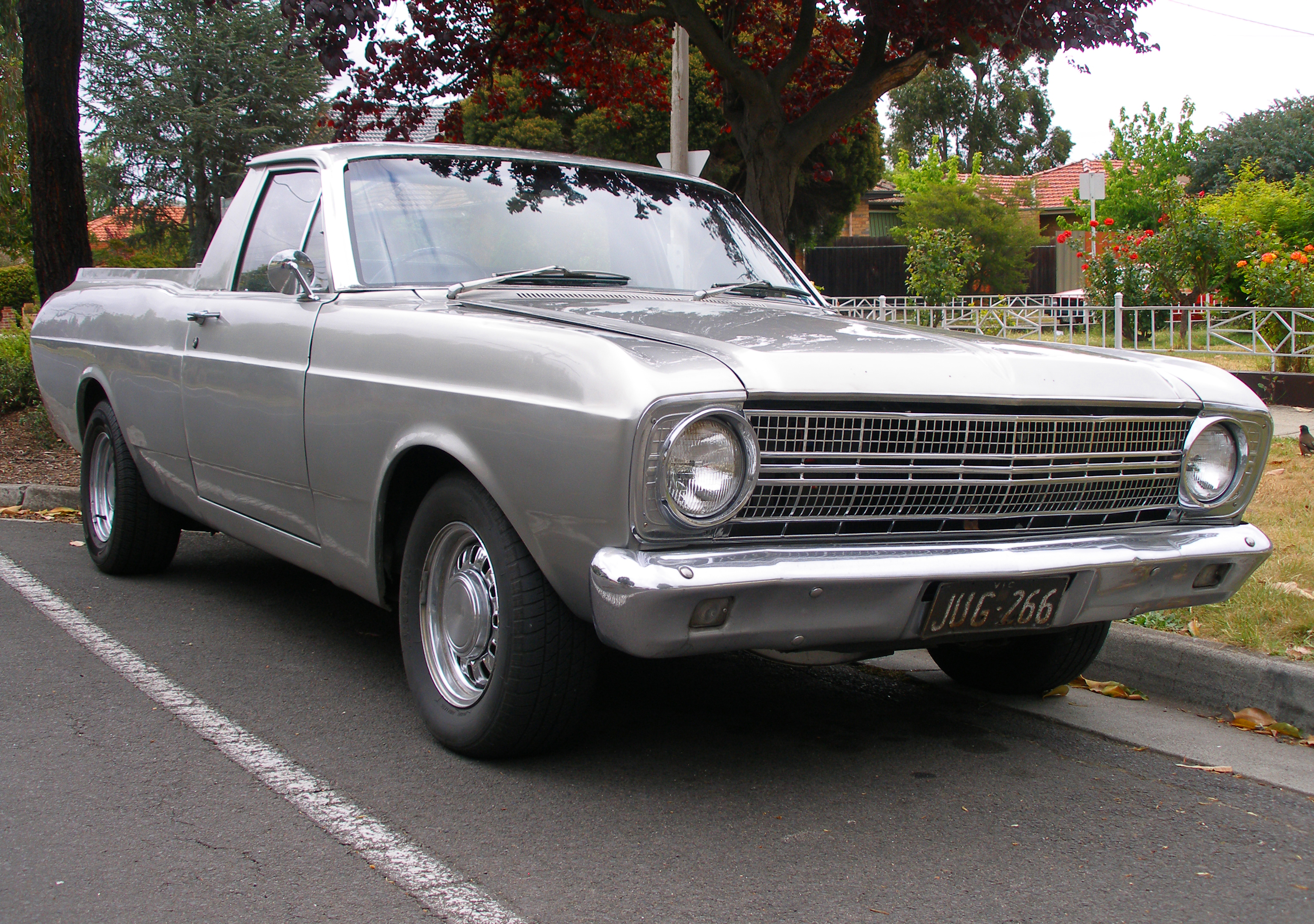
Ford Falcon Ute II

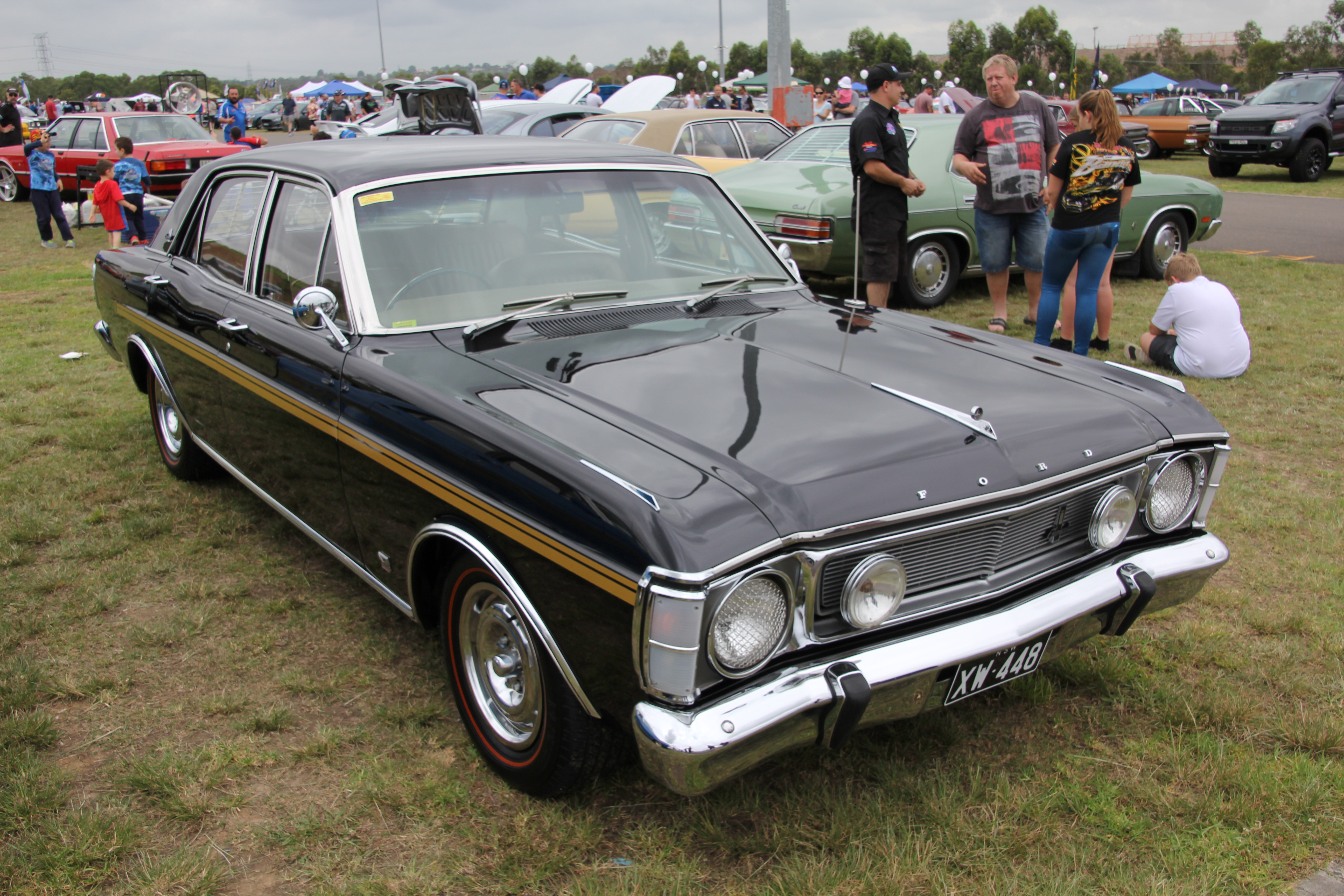
Ford Falcon II po drugim liftingu

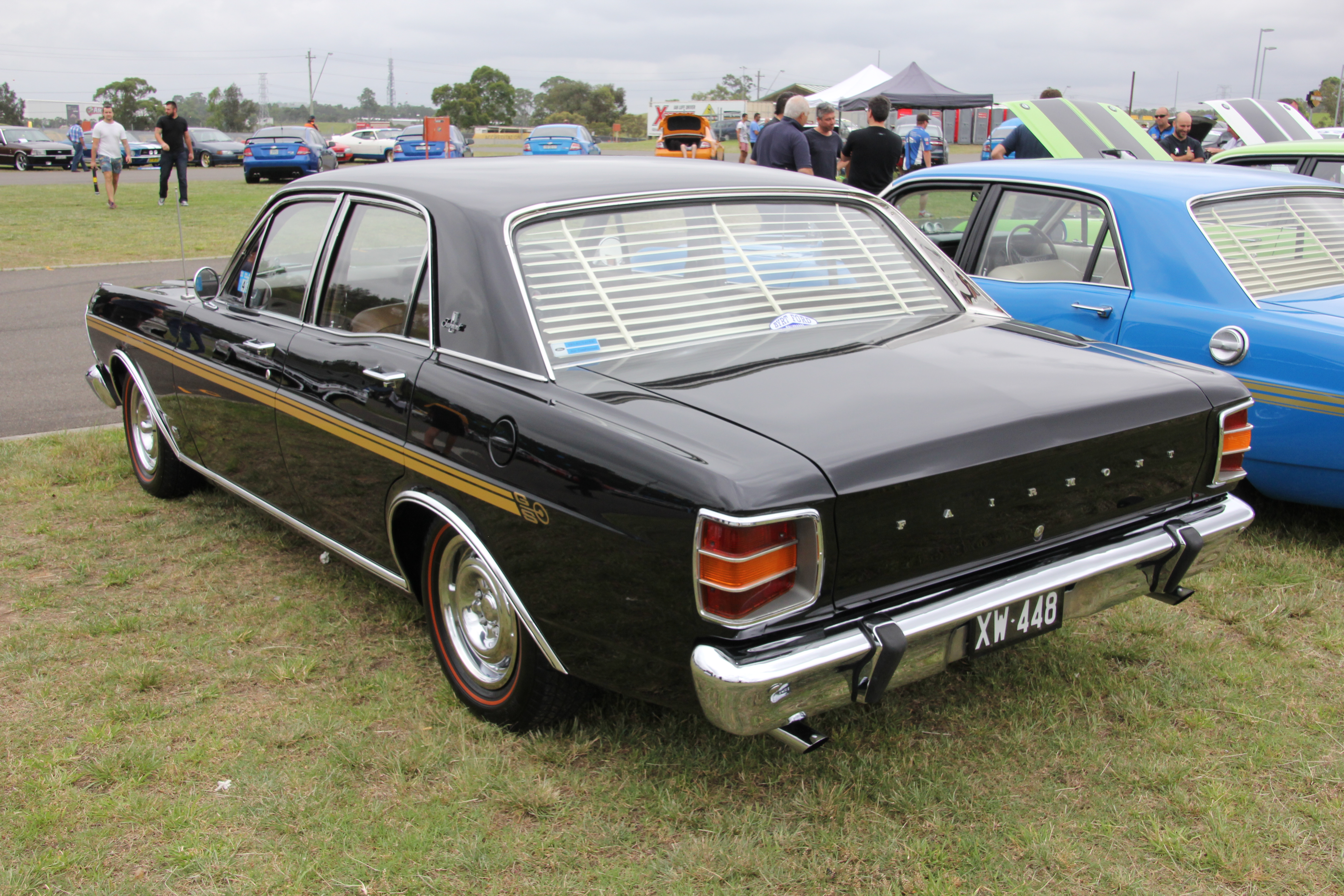
Ford Falcon II - tył po drugim liftingu

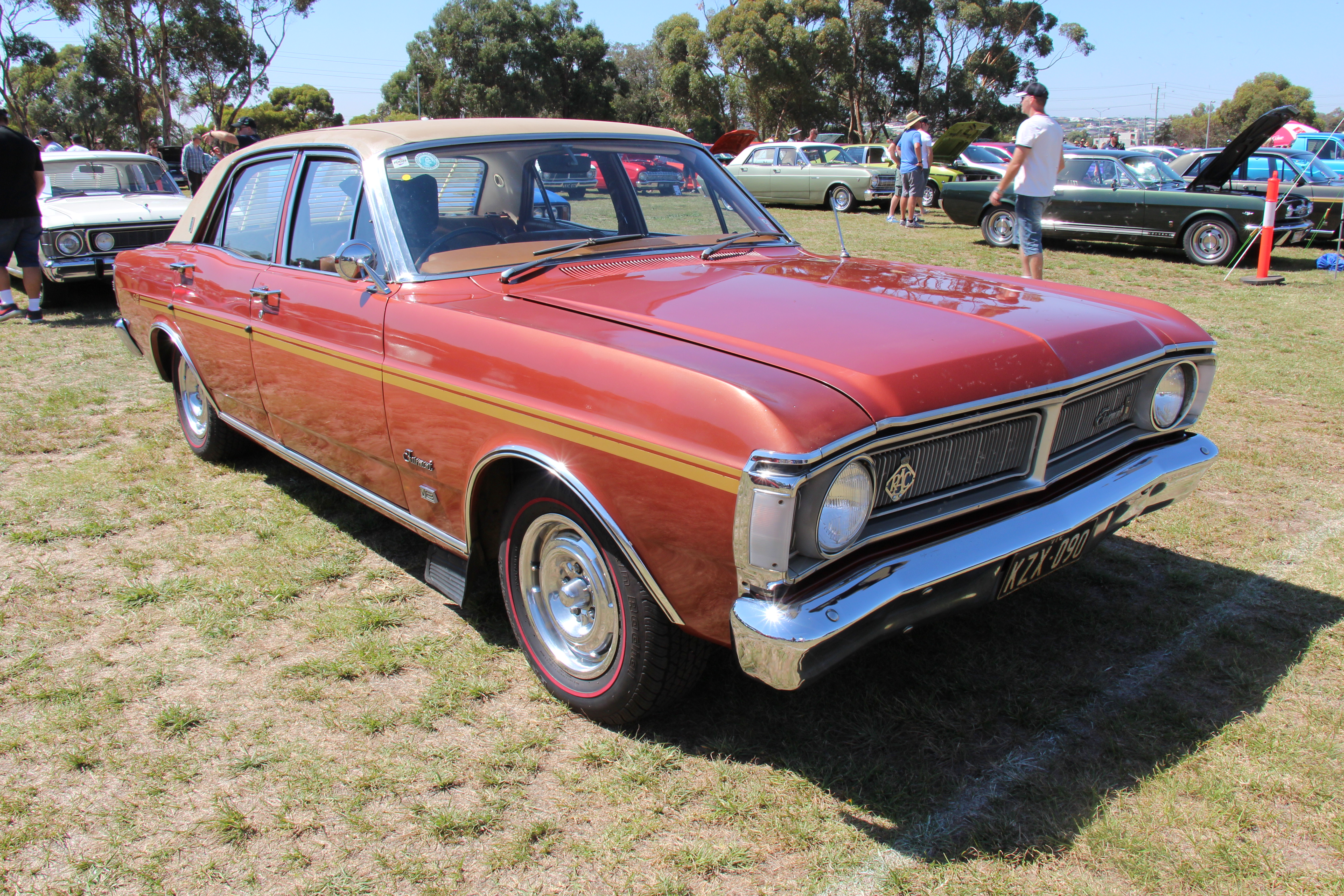
Ford Fairmont II po trzecim liftingu

Ford Falcon II został zaprezentowany po raz pierwszy w 1966 roku.
We wrześniu 1966 roku, 6 lat po debiucie Falcona na rynku australijskim, lokalny oddział Forda przedstawił drugie wcielenie lokalnej odmiany modelu. Po raz drugi i ostatni była ona blisko spokrewniona z amerykańskim odpowiednikiem, dzieląc z nim platformę i większość rozwiązań stylistycznych.

### Pierwszy lifting
Pierwszą modernizację Forda Falcona II została przeprowadzona w marcu 1968 roku, w ramach której pojawiły się przestylizowane zderzaki, zmiany w gamie jednostek napędowych oraz nowy wzór atrapy chłodnicy. Zmodyfikowano też wkłady tylnych lamp.

### Drugi lifting
Kolejną, znacznie rozleglejszą modernizację Falcona II australijski oddział Forda przeprowadził w czerwcu 1969 roku. Podobnie jak w przypadku poprzednika, to druga restylizacja przyniosła zarówno zmiany w wyglądzie przedniej, jak i tylnej części nadwozia. Zmienił się kształt błotników, maski i zderzaków, a także pojawiły się nowe, kanciaste tylne lampy. Zmiany wizualne wpłynęły na inne wymiary nadwozia, a sam samochód stał się lżejszy.

### Trzeci lifting
Trzecia oraz ostatnia modernizacja Forda Falcona II została przeprowadzona w październiku 1970 roku. Skutkowała ona nowym wyglądem atrapy chłodnicy, drobnymi modyfikacjami w wyposażeniu oraz aktualizacją gamy jednostek napędowych.

### Fairmont
W przeciwieństwie do poprzednika, luksusowa odmiana Fairmont oferowana była równolegle z Falconem II przez cały cykl jego rynkowej obecności. Wyróżniała się ona bogatszym wyposażeniem i drobnymi modyfikacjami wizualnymi.

### Wersje wyposażenia
- Falcon Sedan
- Falcon 500 Sedan
- Fairmont Sedan
- Falcon GT Sedan
- Falcon Wagon
- Falcon 500 Wagon
- Fairmont Wagon
- Falcon Utility
- Falcon 500 Utility
- Falcon Van

### Silnik
- L6 2.8l Falcon Six
- L6 3.3l Falcon Six
- V6 4.7l Windsor
- V8 5.0l Windsor

## Trzecia generacja

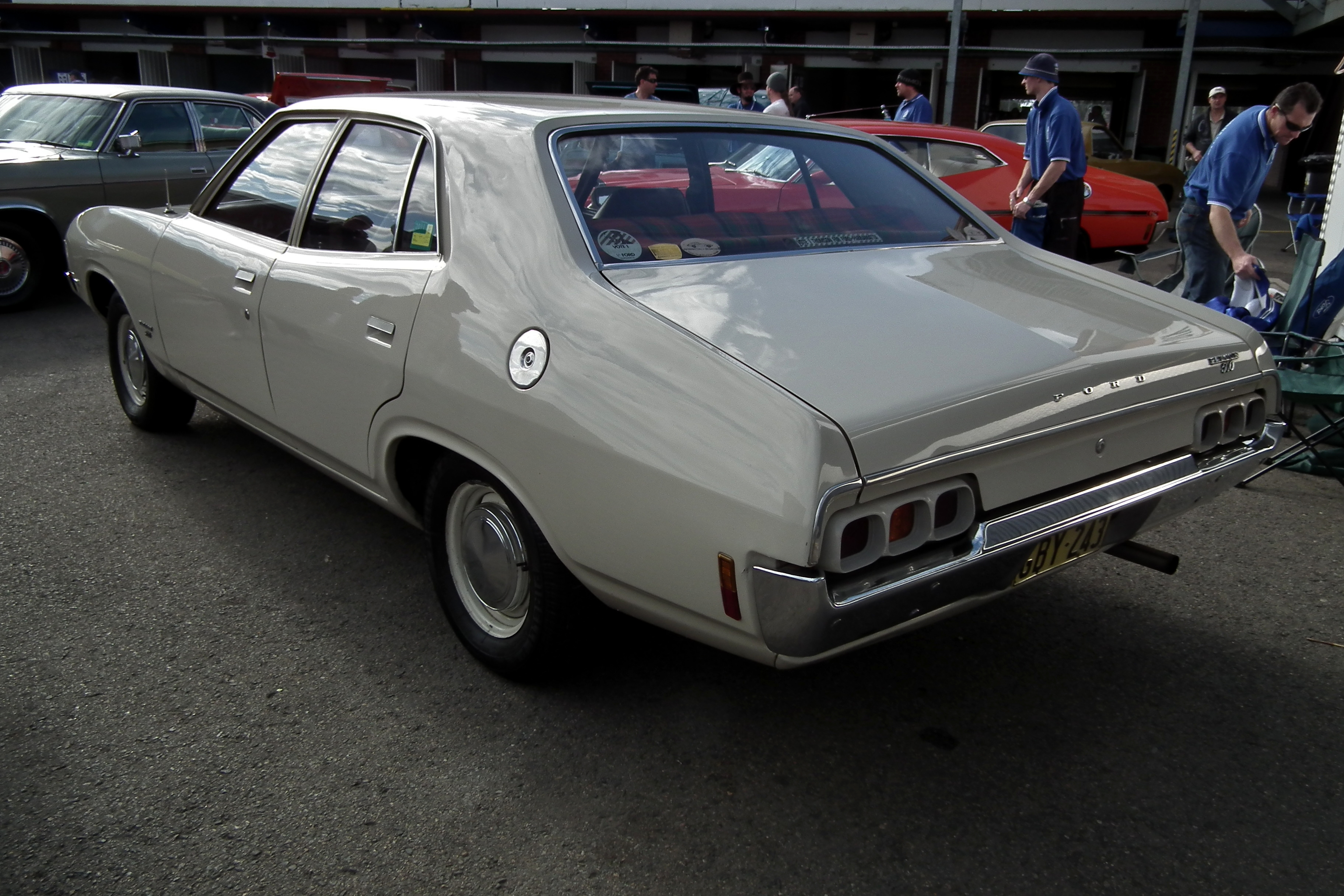
Ford Falcon III - tył

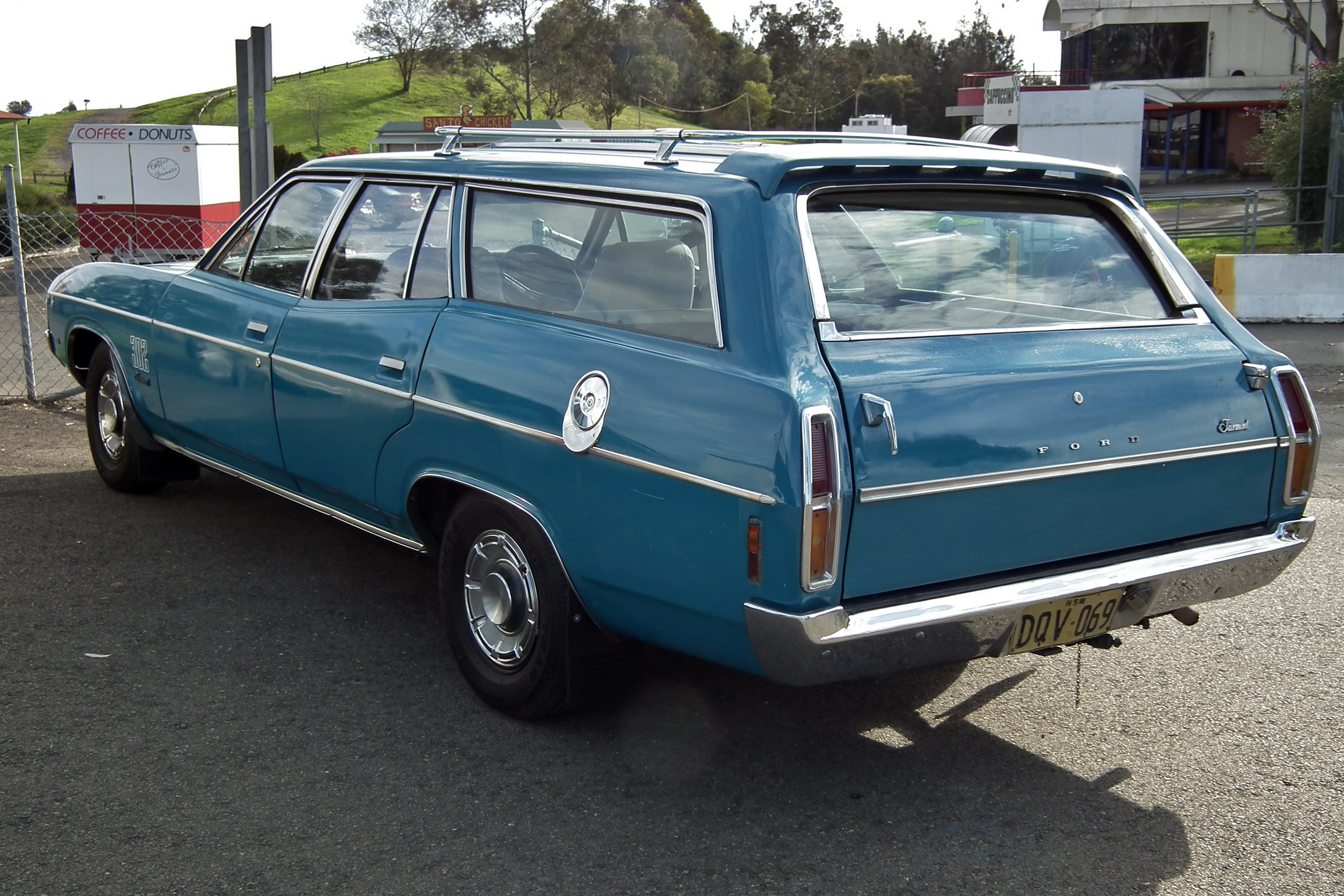
Ford Falcon III Kombi

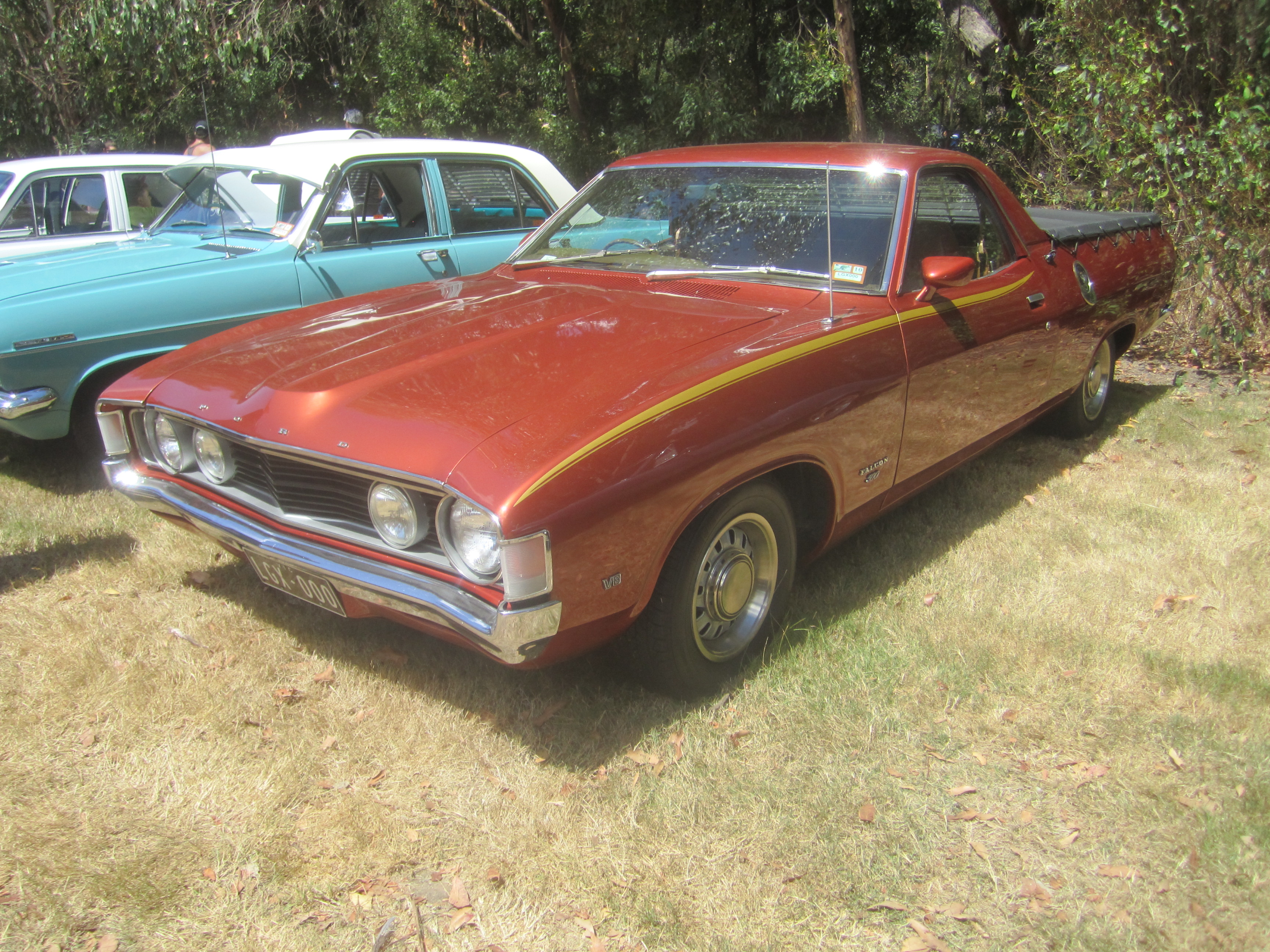
Ford Falcon Ute III

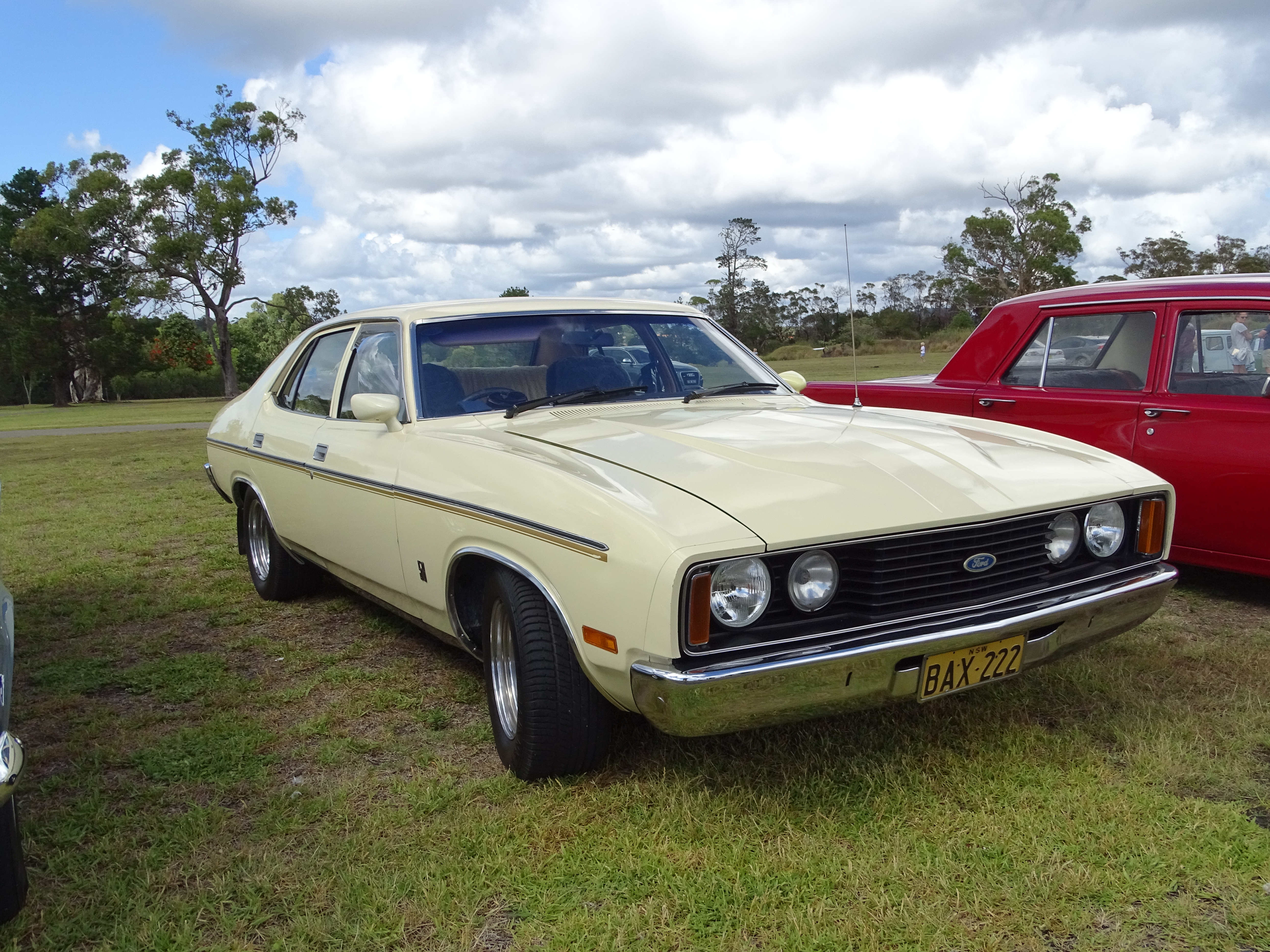
Ford Falcon III po drugim liftingu

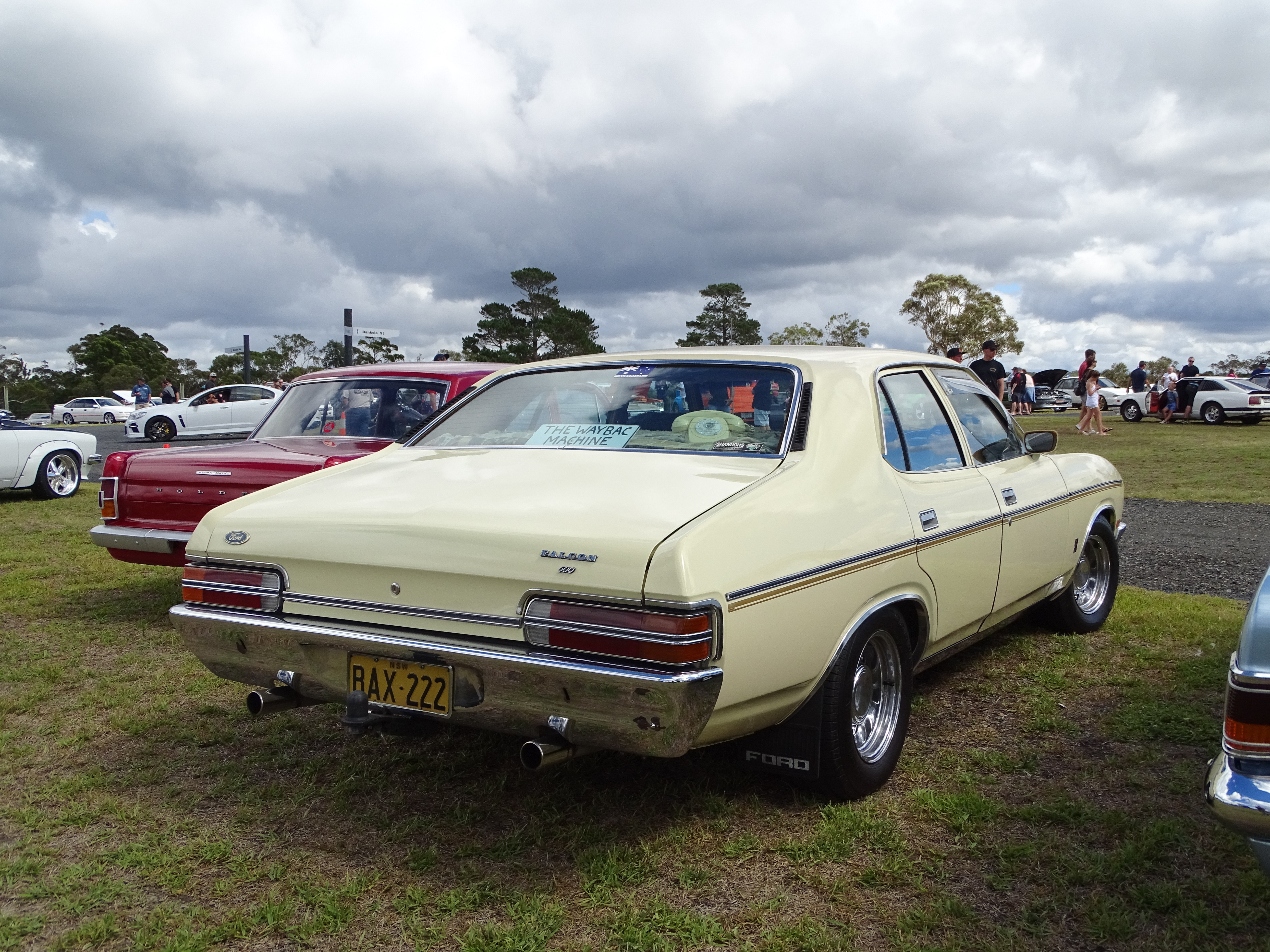
Ford Falcon III - tył po drugim liftingu

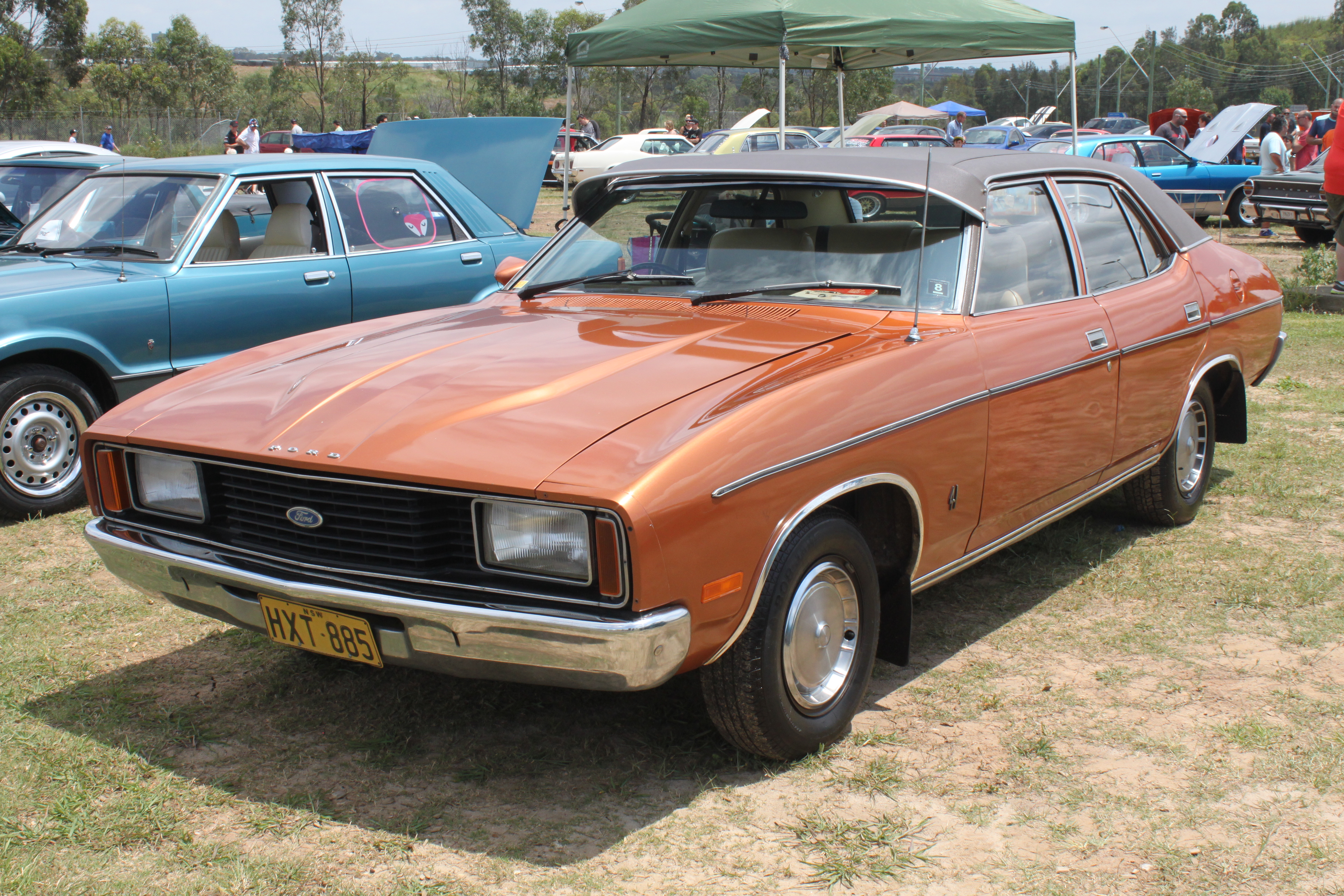
Ford Fairmont III po drugim liftingu

Ford Falcon III został zaprezentowany po raz pierwszy w 1972 roku.
Wraz z prezentacją trzeciej generacji Forda Falcona, zaszły największe zmiany od momentu premiery tego modelu na rynku australijskim. Po zakończeniu produkcji amerykańskiego Falcona i zastąpieniu go zupełnie nowym modelem opracowanym na potrzeby tamtejszego rynku, australijski oddział Forda obrał niezależny kierunek rozwoju i zdecydował się kontynuować linię modelową Falcon tworząc od podstaw zupełnie nowy, lokalnie opracowany model.
Falcon II przeszedł gruntowne zmiany w wyglądzie - zyskał płynniejszą sylwetkę z charakterystycznie zaznaczonymi nadkolami, masywne proporcje nadwozia i opadającą linię klapy bagażnika. Podobnie jak w przypadku poprzednik wcieleń, gama nadwoziowa ponownie składała się aż z 5 wariantów.

### Pierwszy lifting
We wrześniu 1973 roku Falcon III przeszedł pierwszą modernizację. Zmodyfikowano pas przedni, który wzbogaciły podwójne reflektory dostępne w wybranych odmianach wyposażeniowych. Ponadto, zmieniła się też nieznacznie gama jednostek napędowych oraz wymiary nadwozia - model stał się dłuższy.

### Drugi lifting
Drugą i ostatnią modernizację Ford Falcon III przeszedł w lipcu 1976 roku. Zmienił się wygląd zarówno przedniej, jak i tylnej części nadwozia, gdzie zmieniono wygląd zderzaków, błotników, a także lamp. Producent ponownie zmodyfikował też gamę jednostek napędowych oraz wprowadził zmiany w liście wyposażenia.

### Fairmont
Ford Fairmont III uzupełnił ofertę Falcona jako najbogatsza odmiana wyposażeniowa. W przeciwieństwie do poprzedników jednak, Ford Australia zdecydował się wprowadzić głębsze modyfikacje w wyglądzie mające odróżnić Fairmonta od reszty gamy. Po drugiej modernizacji pojawiły się po raz pierwszy charakterystyczne, kanciaste reflektory.

### Wersje wyposażenia
- Falcon Sedan
- Falcon Wagon
- Falcon 500 Sedan
- Falcon 500 Wagon
- Falcon GS Hardtop
- Fairmont Sedan
- Fairmont Wagon
- Fairmont Hardtop
- Fairmont GXL Sedan

### Silnik
- L6 2.8l Falcon Six
- L6 4.1l Falcon Six
- V8 4.9l Windsor
- V8 5.8l Windsor

## Czwarta generacja

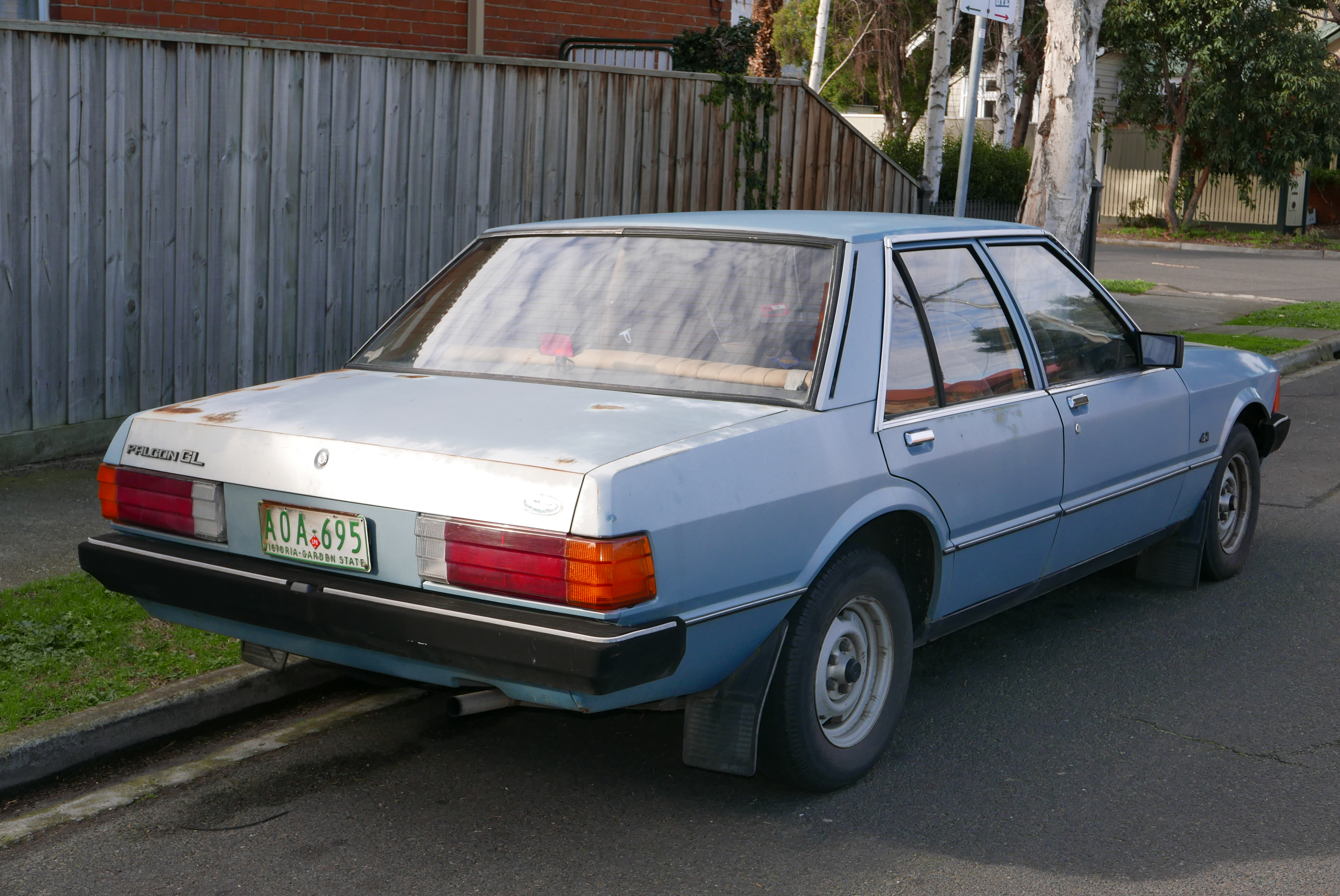
Ford Falcon IV - tył

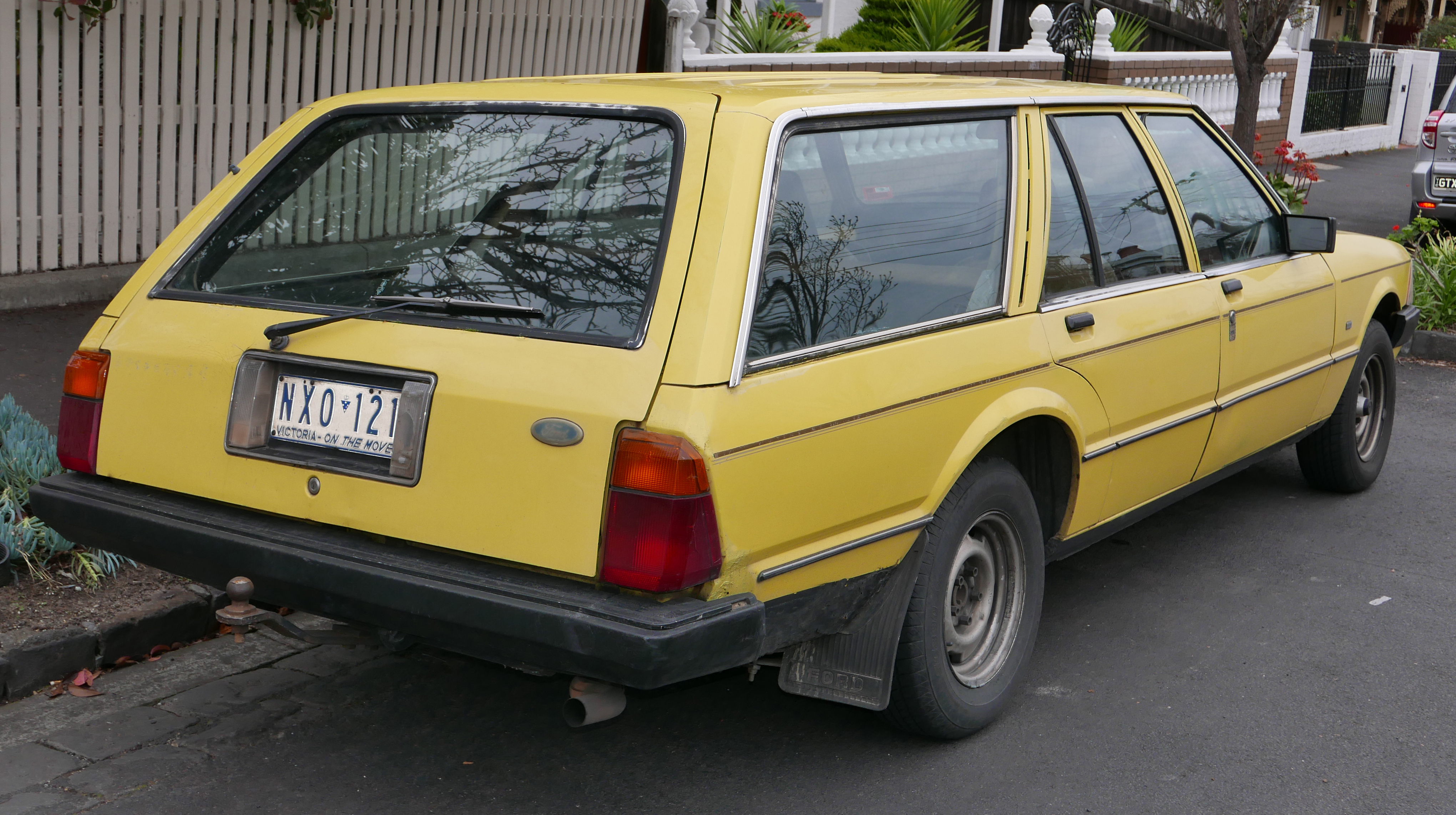
Ford Falcon IV Kombi

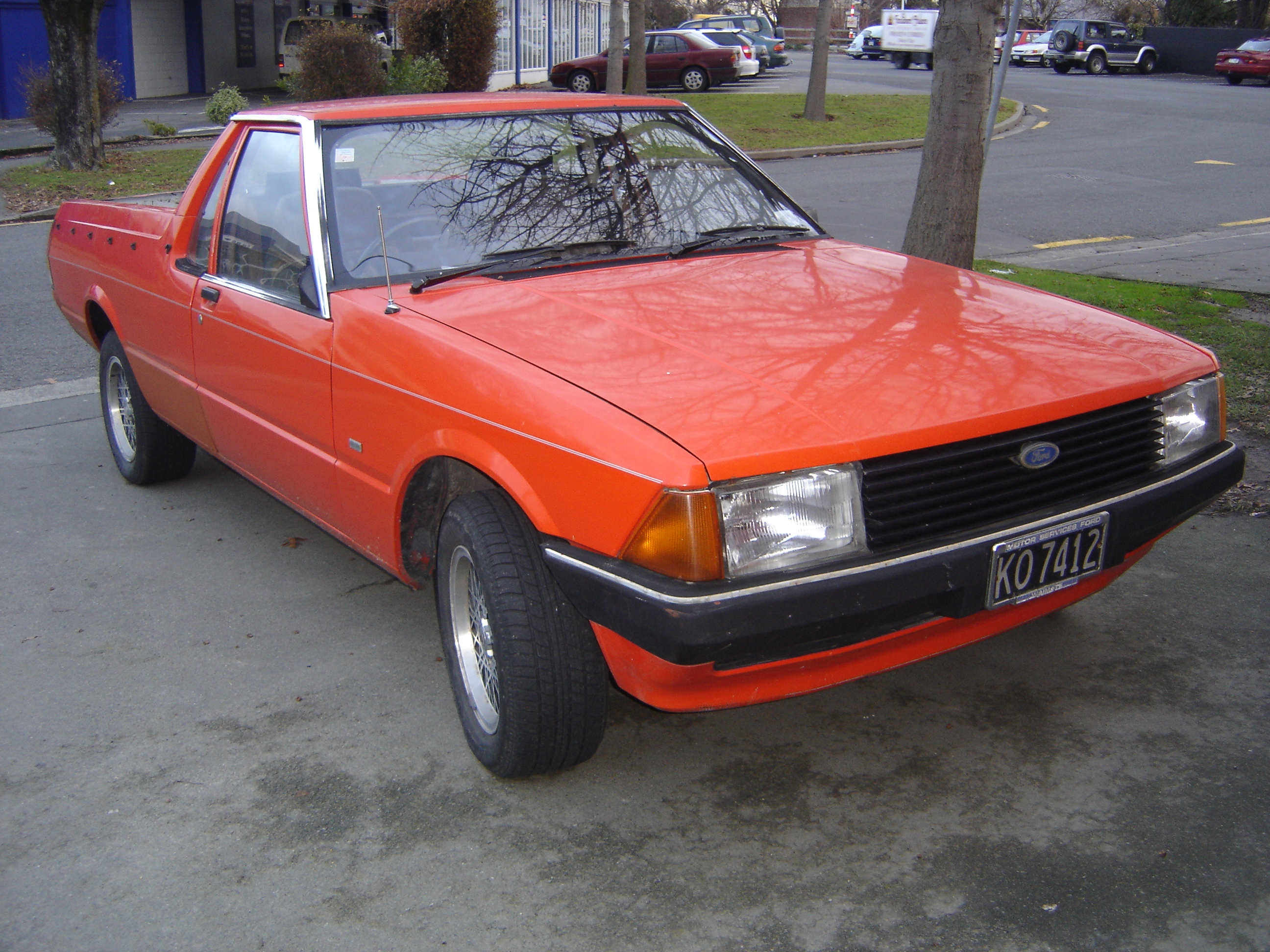
Ford Falcon Ute IV

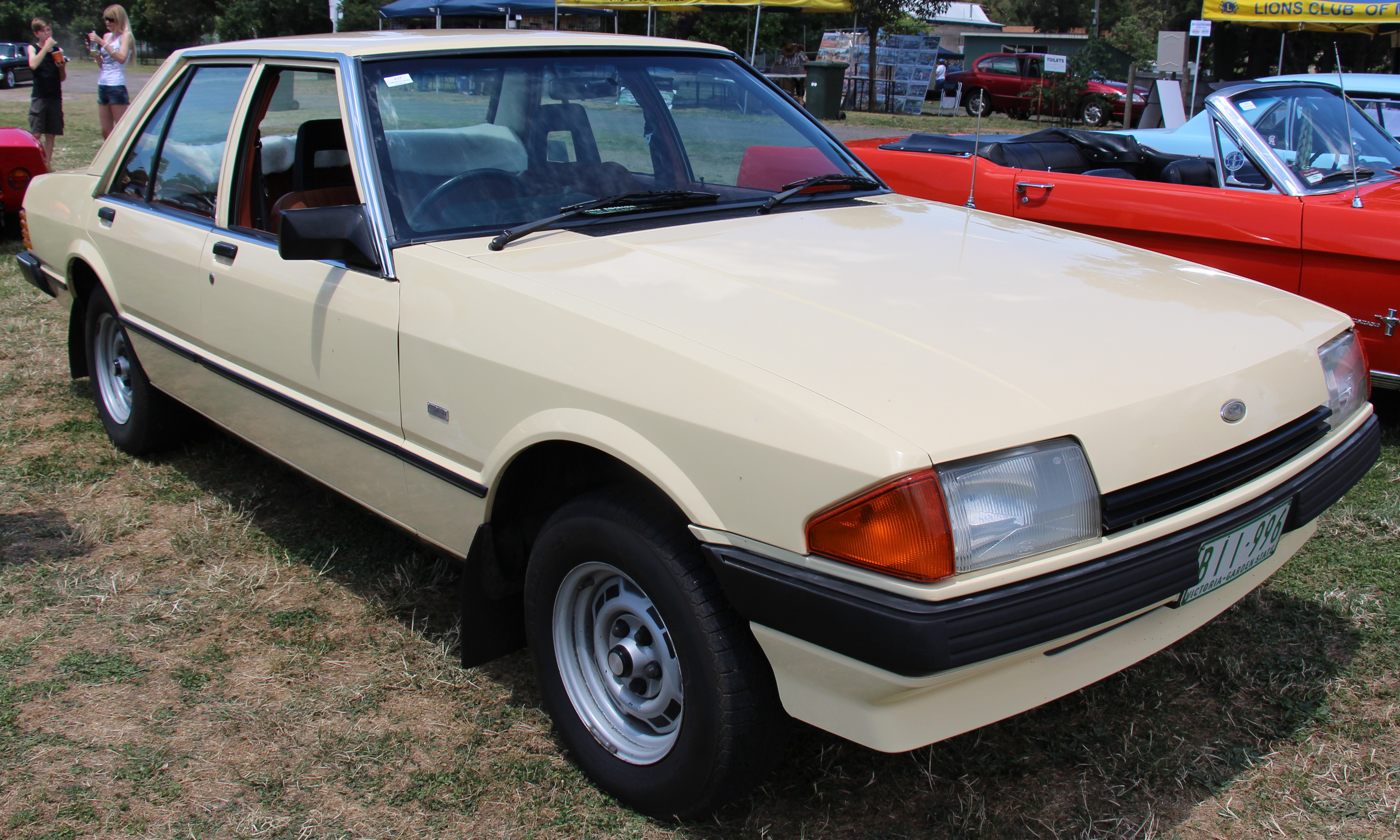
Ford Falcon IV po pierwszym liftingu

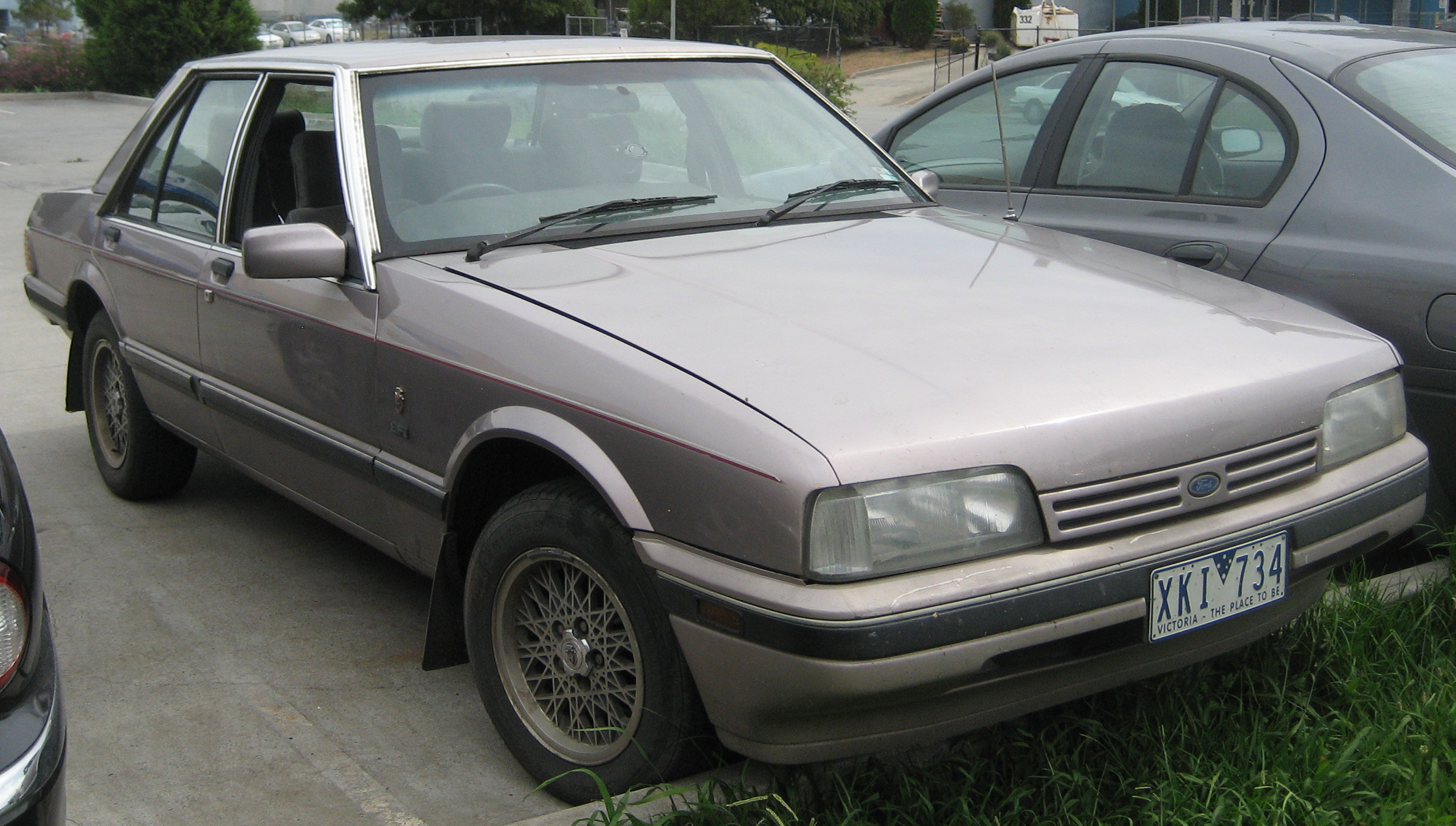
Ford Fairmont IV po drugim liftingu

Ford Falcon IV został zaprezentowany po raz pierwszy w 1979 roku.
Konstruując Falcona czwartej generacji, australijski oddział Forda przeprowadził gruntowną metamorfozę i modernizację oferowanej dotychczas konstrukcji. Inspirowane amerykańską motoryzacją awangardowe, masywne proporcje nadwozia zostały zastąpione stylistyką bliższą europejskim modelom Forda, na czele z modelem Granada. Falcon IV zyskał bardziej kanciastą, mniej przysadzistą bryłę, z charakterystycznymi ściętymi reflektorami i podłużnymi tylnymi lampami.
Z oferty nadwoziowej po raz pierwszy zniknęło 2-drzwiowe coupe, a odmiana pickup pod nazwą Falcon Ute, zwana lokalnie ute lub coupe-utility, zachowała niezależny, dłuższy staż rynkowy, pozostając w produkcji aż 11 lat dłużej, do 1999 roku.

### Pierwszy lifting
W marcu 1982 roku australijski oddział Forda zaprezentował Falcona IV po pierwszej dużej modernizacji. Zmieniono wygląd pasa przedniego, gdzie zmieniły się reflektory - stały się większe, zachodząc dalej na błotniki. Zmieniono też wygląd zderzaków, a także zmniejszono znacznie powierzchnię atrapy chłodnicy.

### Drugi lifting
Drugą, jeszcze rozleglejszą modernizację Falcon IV przeszedł w październiku 1984 roku. W ramach liftingu, zmieniono ponownie wygląd pasa przedniego - tym razem pojawiły się mniejsze, prostokątne reflektory, większa, podłużna atrapa chłodnicy oraz zabudowane zderzaki lakierowanie w kolorze nadwozia.

### Fairmont
Luksusową i najlepiej wyposażoną odmianą Falcona podobnie była wersja o nazwie Fairmont, która była produkowana równolegle i w tym samym czasie przechodziła modernizacje stylistyki.

### Wersje wyposażenia
- Falcon GL sedan
- Falcon GL wagon
- Fairmont sedan
- Fairmont wagon
- Fairmont Ghia sedan

### Silnik
- L6 3.3l Falcon Six
- L6 4.1l Falcon Six
- L6 4.1l EFI
- V8 4.9l Cleveland
- V8 5.8l Cleveland

## Piąta generacja

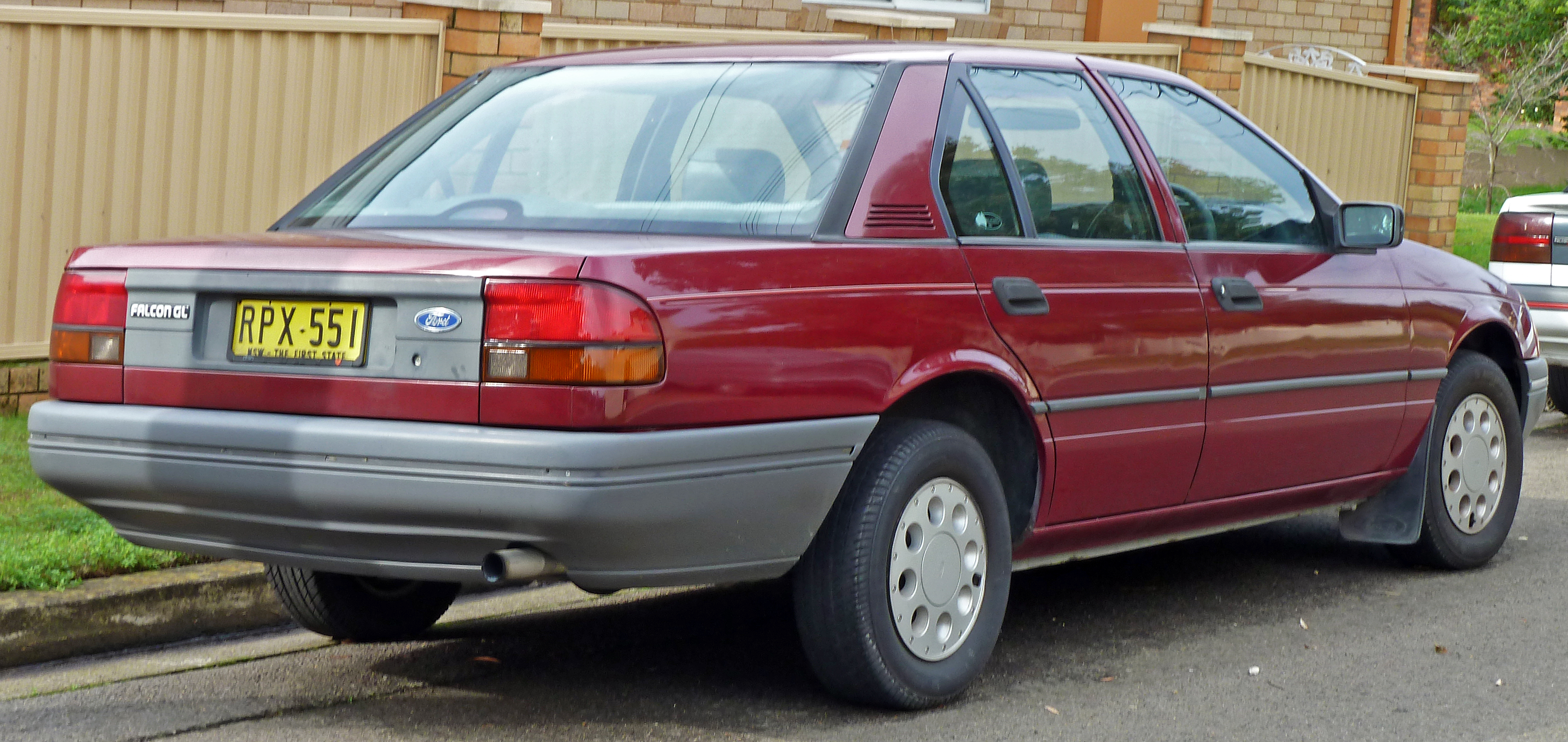
Ford Falcon V - tył

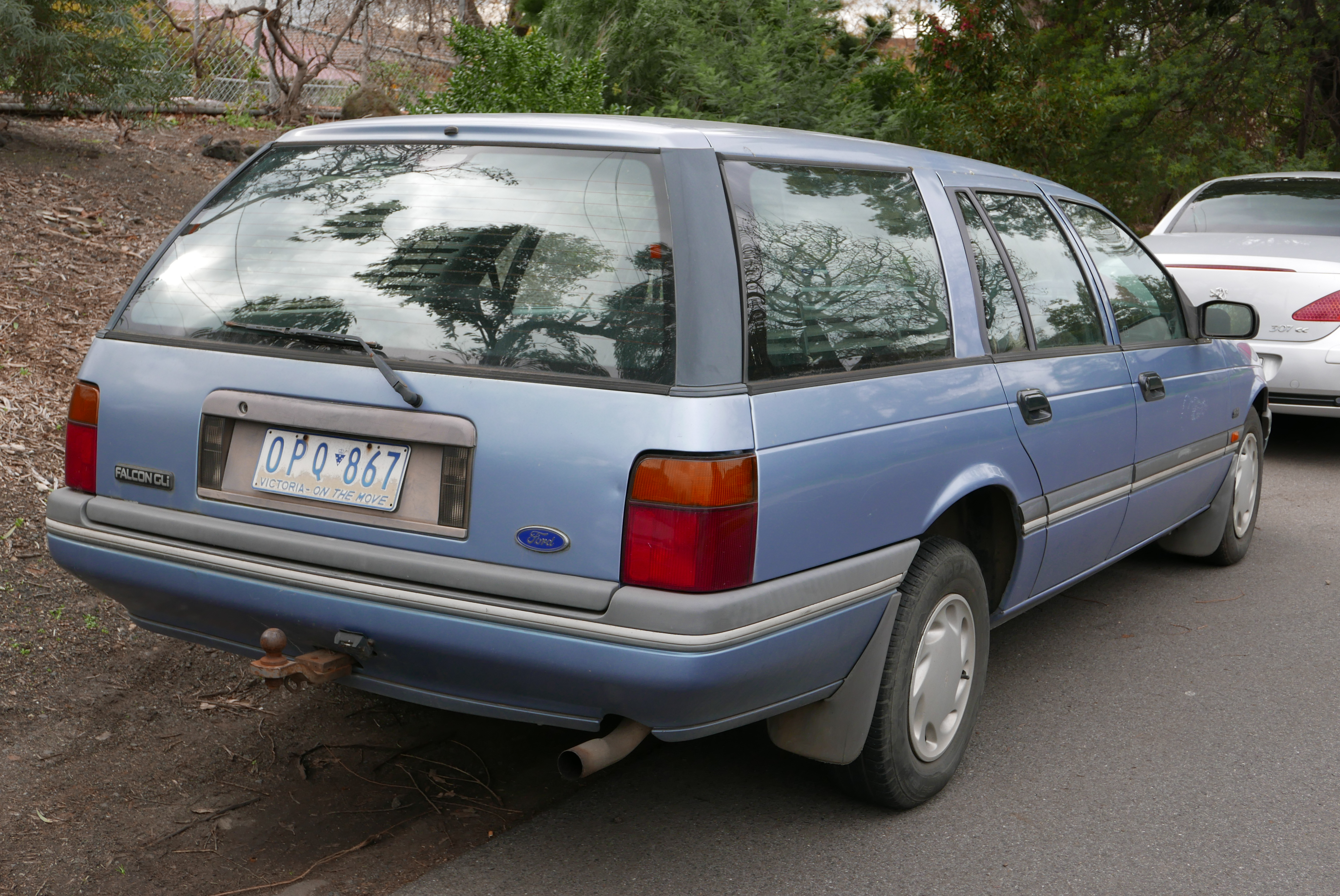
Ford Falcon V Kombi

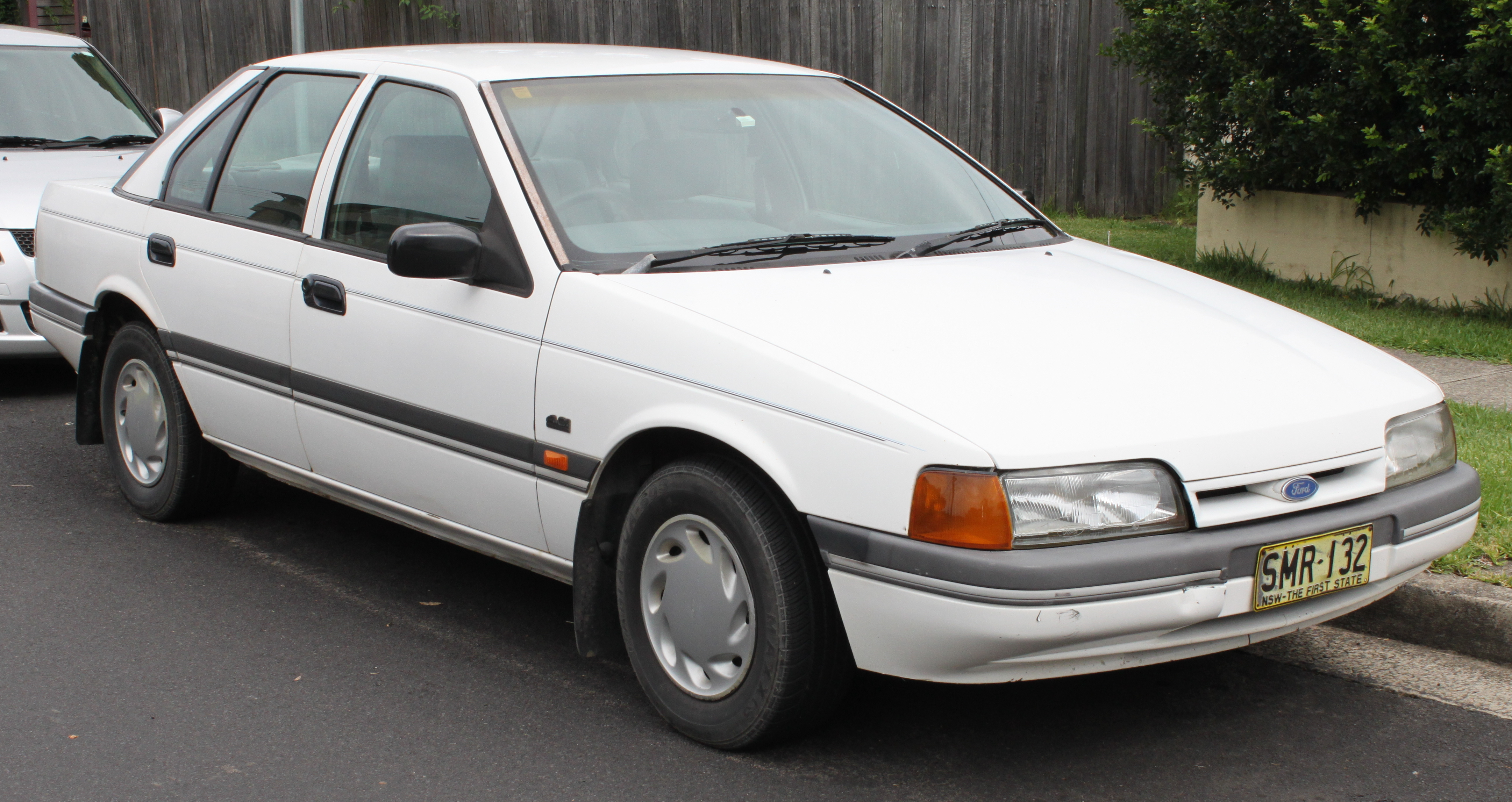
Ford Falcon V po liftingu

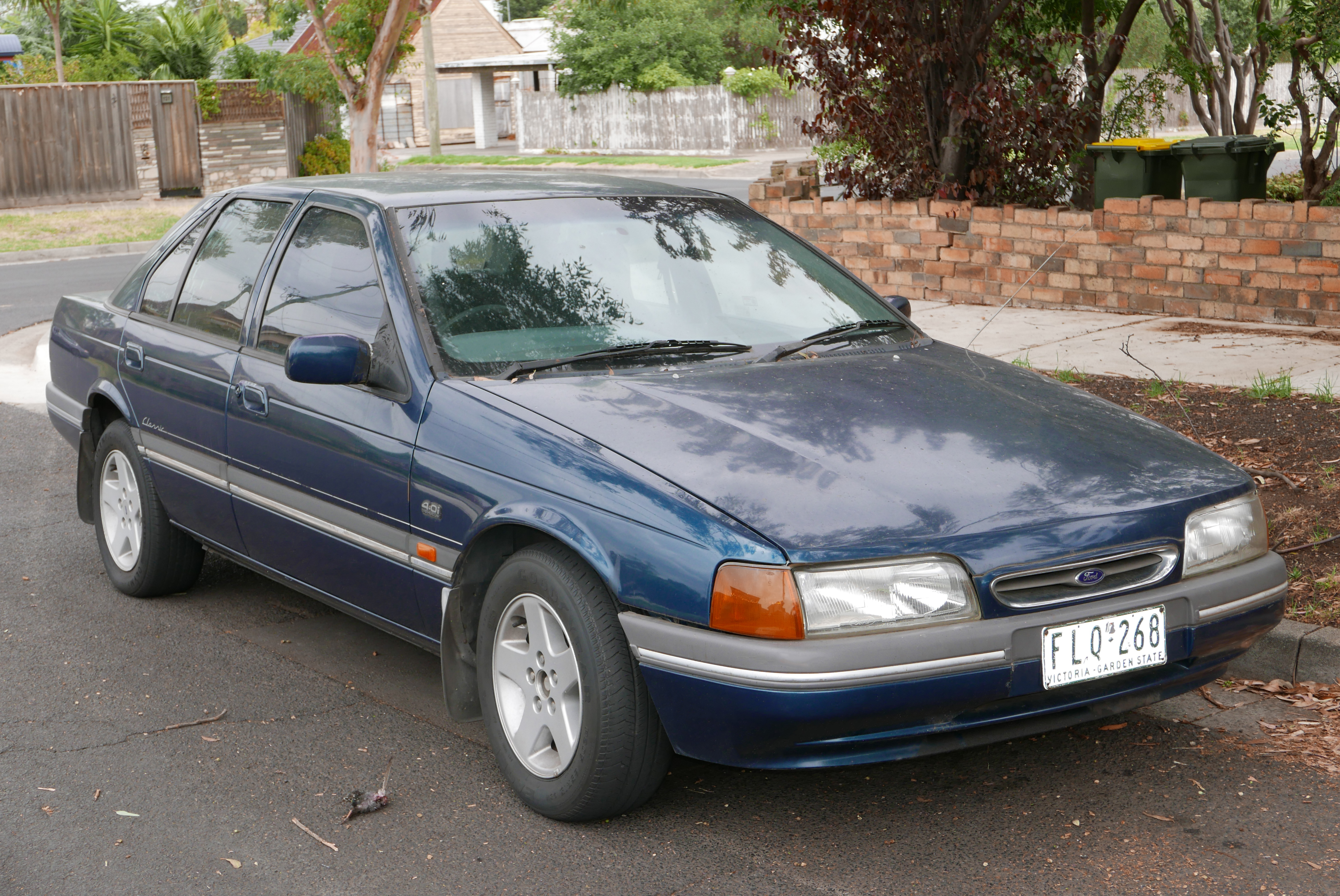
Ford Falcon V po drugim liftingu

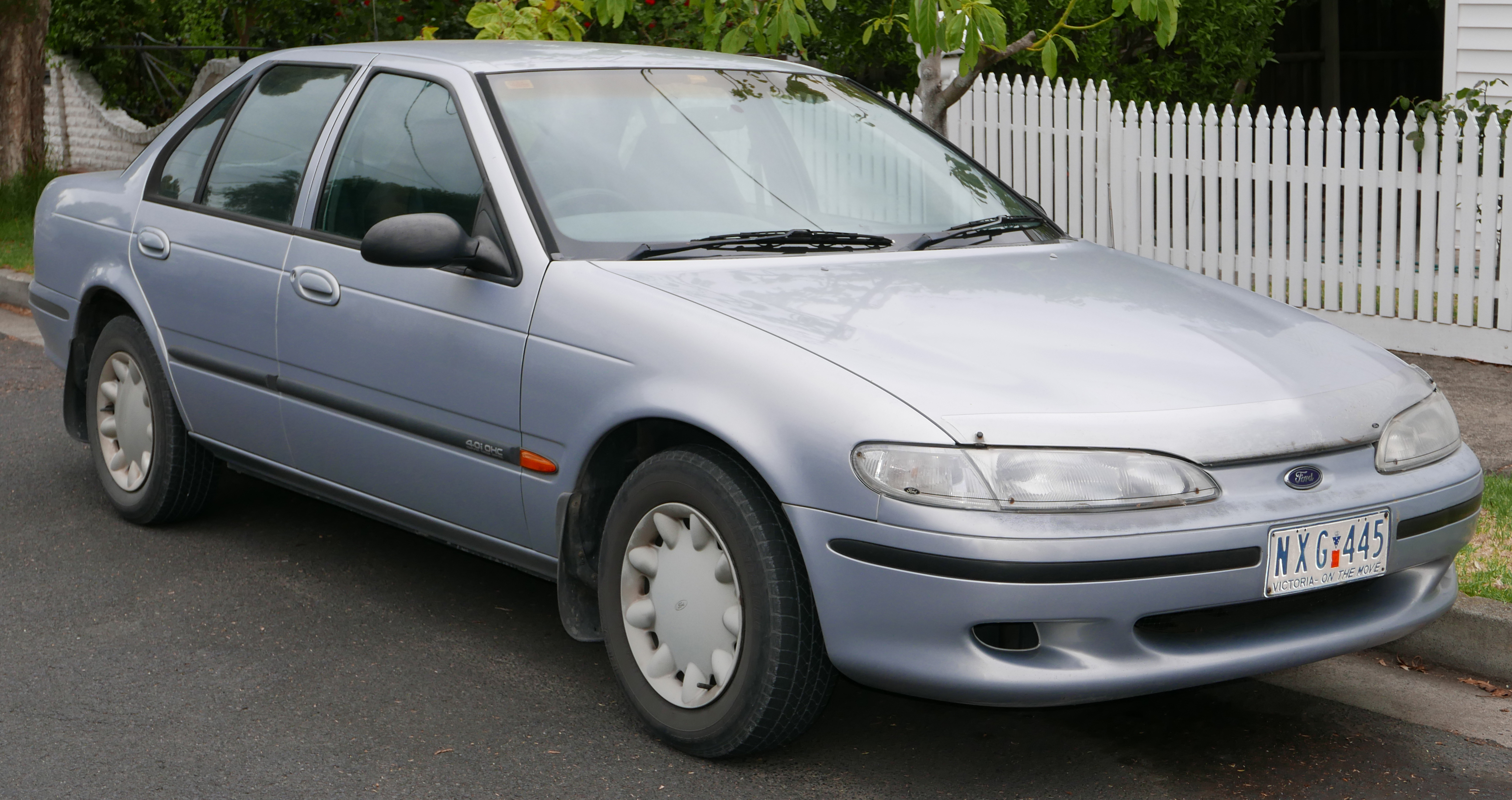
Ford Falcon V po trzecim liftingu

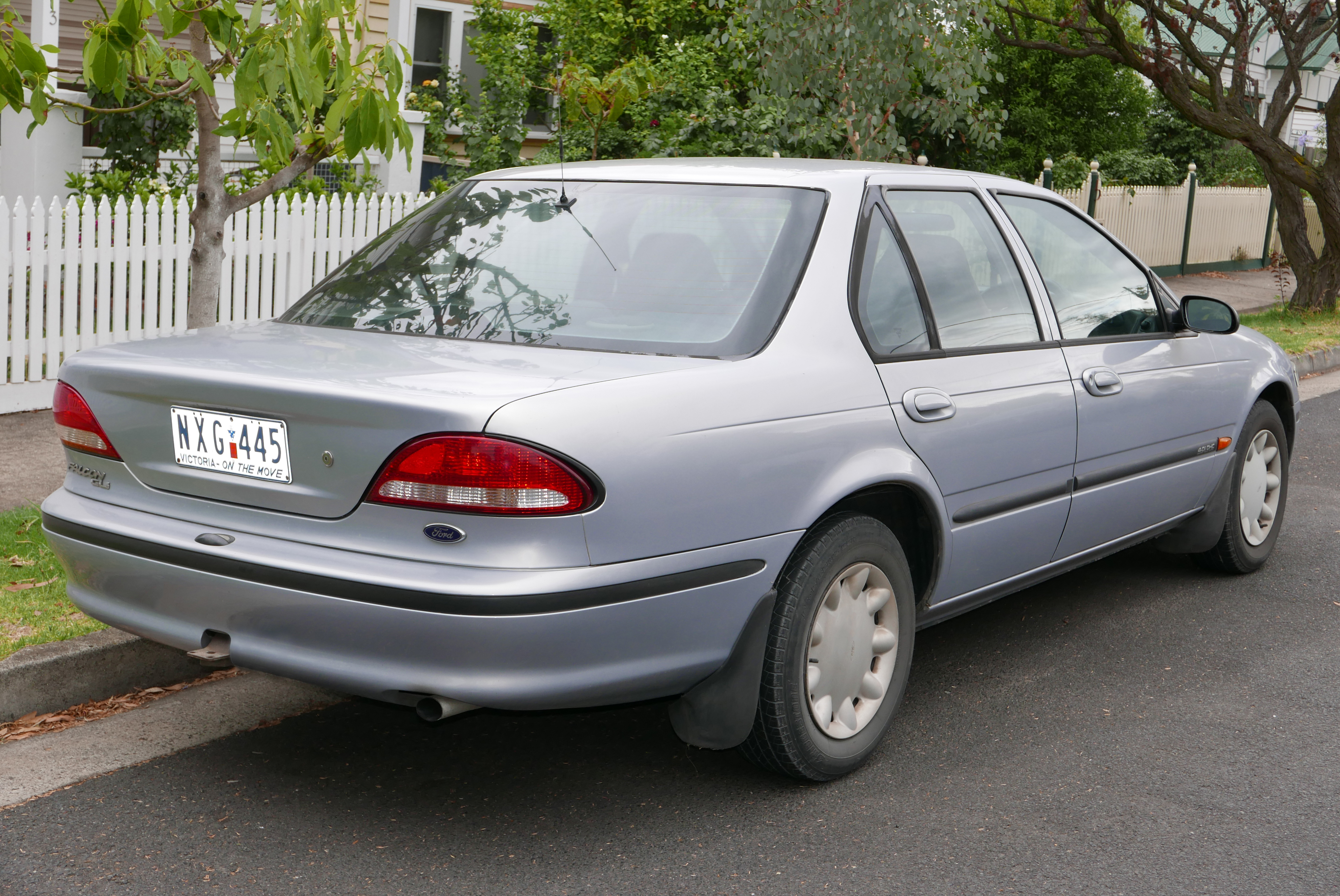
Ford Falcon V - tył po trzecim liftingu

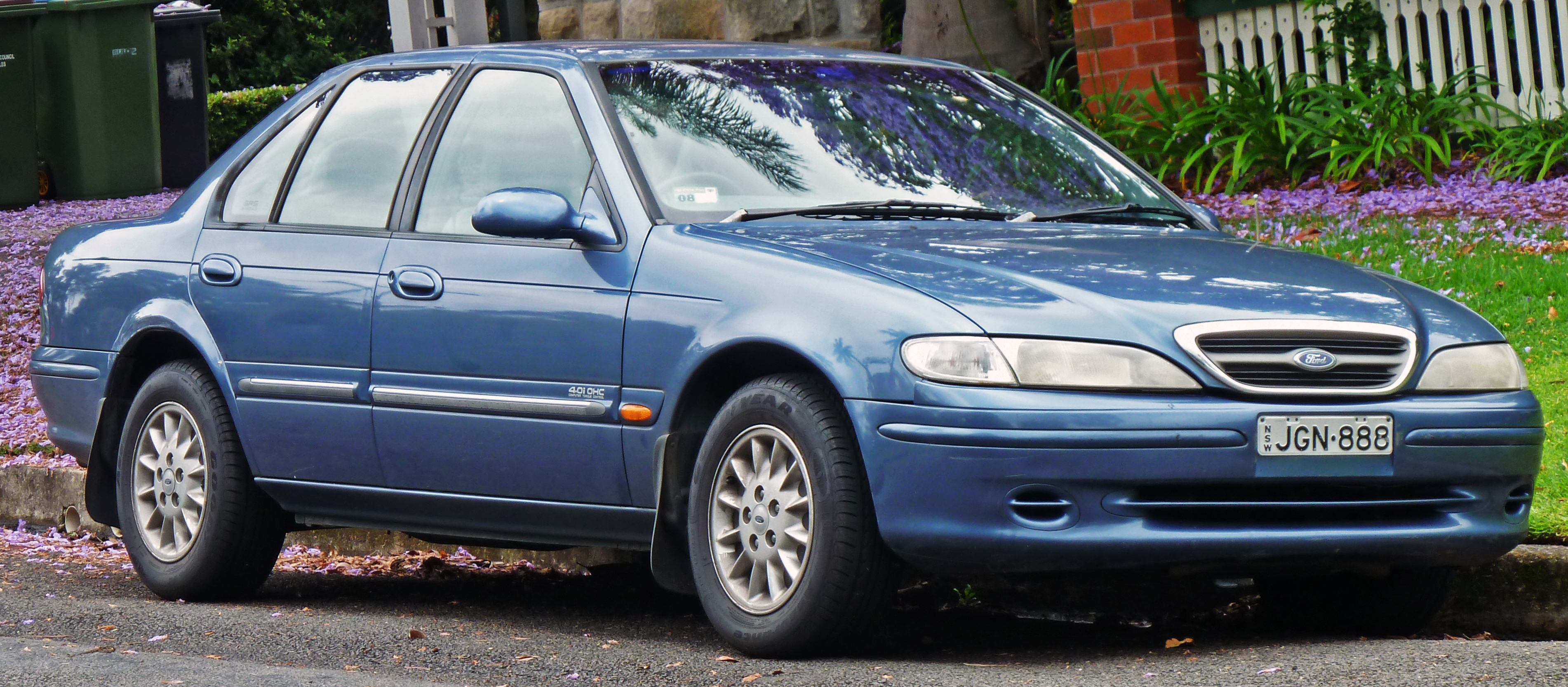
Ford Fairmont V po czwartym liftingu

Ford Falcon V został zaprezentowany po raz pierwszy w 1988 roku.
Piąta generacja australijskiego Forda Falcona przeszła gruntowną modernizację, powstając od podstaw na nowej platformie Forda. Samochód zyskał bardziej zaokrąglone proporcje jednocześnie przy kanciastej formie oświetlenia przedniego i tylnego. Ponadto, po raz pierwszy większość oferty stanowiły przekładnie biegów automatyczne, a w gamie dostępnych jednostek napędowych zabrakło widlastych jednostek napędowych o dużych pojemnościach przez amerykański oddział Forda. Ostatni raz model produkowano również w Nowej Zelandii.
Gama nadwoziowa Falcona V była najmniejsza w historii tego modelu - po okrojeniu oferty poprzednika z wersji coupe, zniknęła też zabudowana wersja van typu panel van. Odmiana pickup o nazwie Falcon Ute pozostała w ofercie, jednak oparta była ona na bazie modelu poprzedniej generacji, pozostając w produkcji aż do pierwszego roku produkcji Falcona VI - do 1999 roku.

### Pierwszy lifting
Falcon V był najczęściej modernizowanym Falconem w historii tej linii modelowej w Australii. Pierwsza restylizacja została przeprowadzona w sierpniu 1991 roku, w ramach której zmieniły się wyglądy zderzaków, a także pojawił się niewielki wlot powietrza w przedniej masce.

### Drugi lifting
Kolejna modernizacja Forda Falcona V została przeprowadzona w sierpniu 1993 roku. W jej ramach ponownie zmieniono wygląd zderzaków, a także powiększono owalnopodobny wlot powietrza na przedniej masce.

### Trzeci lifting
Trzecia restylizacja Falcona V, przeprowadzona w sierpniu 1994 roku, okazała się jednocześnie najrozleglejsza w 10-letniej historii tego modelu. Pojawił się zupełnie inny pas przedni, z charakterystycznymi podłużnymi, owalnymi reflektorami, a także zaokrąglony kształt zderzaków, mniejsze owalne tylne lampy i zaokrąglone kanty bagażnika. W przypadku wersji kombi, zmiany okazały się skromniejsze - zmieniono tylko wygląd przodu.

### Czwarty lifting
Czwartą i ostatnią modernizację Falcona V przeprowadzono w październiku 1996 roku. Zachowano ewolucyjny kierunek zmian w stosunku do modelu z 1994 roku - pojawił się duży, owalny wlot powietrza w przedniej masce, a wersja kombi otrzymała nowy wkłady tylnych lamp.

### Fairmont
Przedostatni raz w historii australijskiego Forda Falcona, jego ofertę uzupełniła luksusowa odmiana Fairmont. Oferowała ona drobne modyfikacje wizualne oraz bogatsze wyposażenie.

### Wersje wyposażenia
- Falcon GL
- Falcon S
- Fairmont
- Fairmont Ghia
- S XR6
- S XR8
- GT

### Silnik
- L6 3.2l
- L6 3.9l

## Szósta generacja

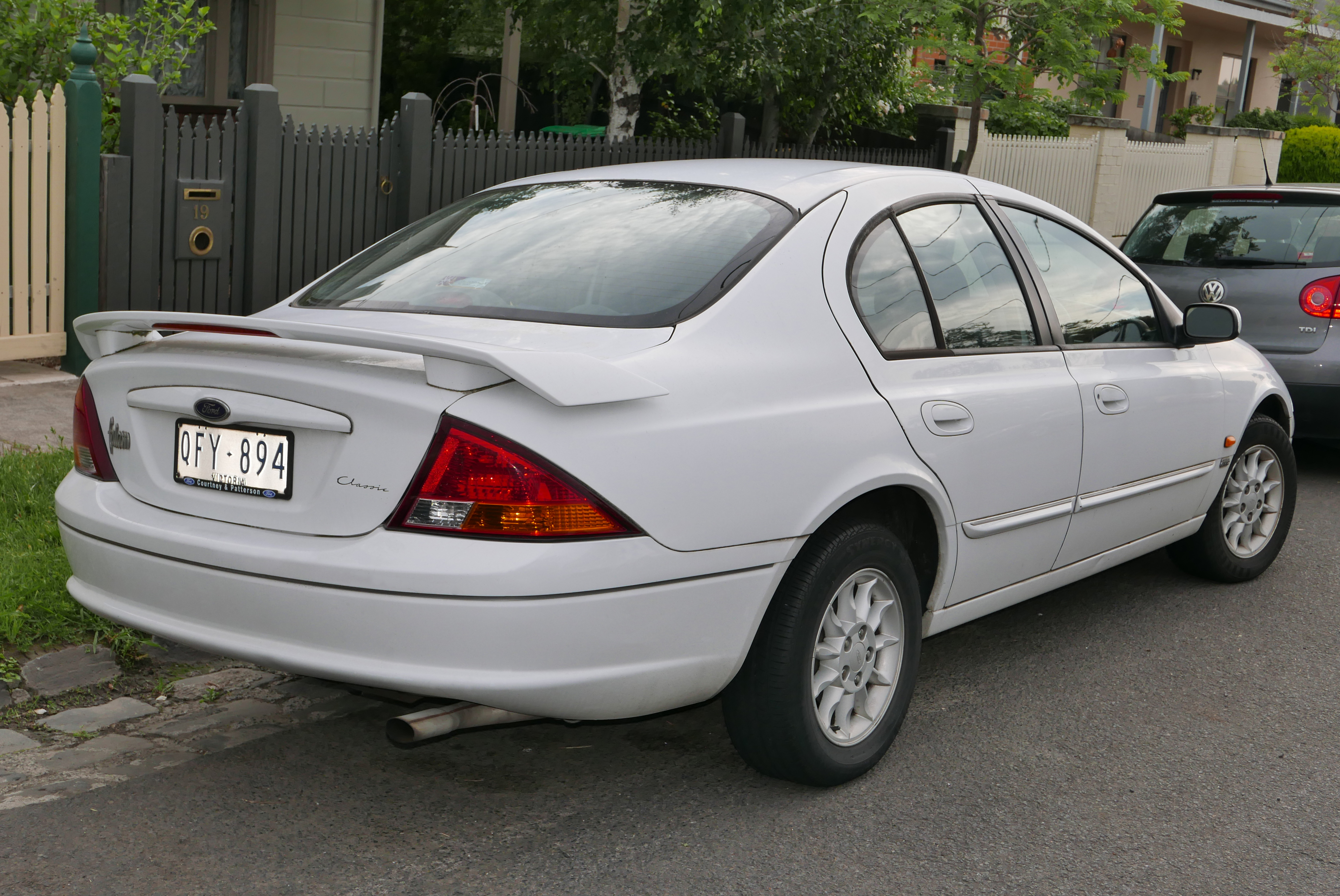
Ford Falcon VI - tył

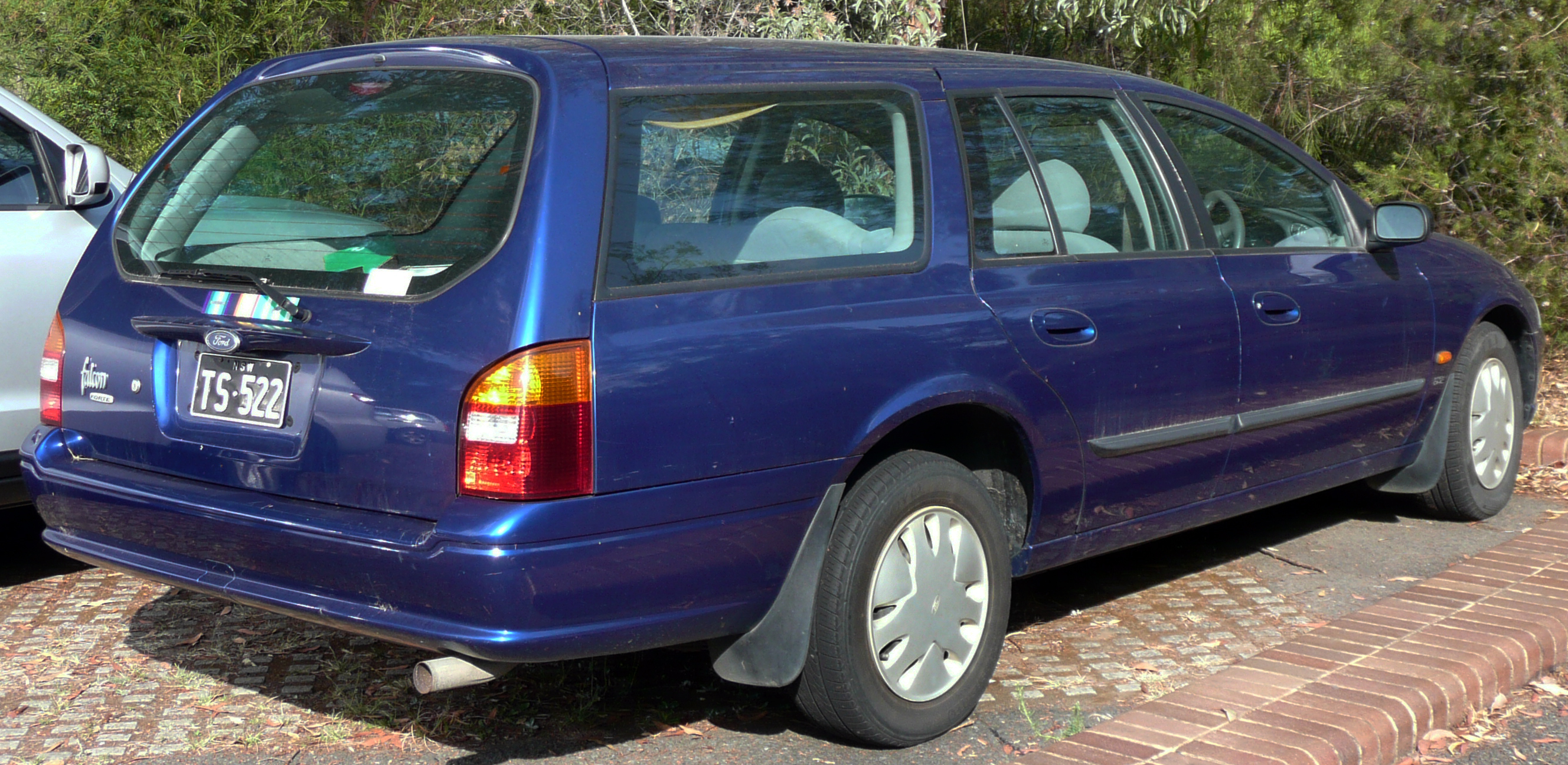
Ford Falcon VI Kombi

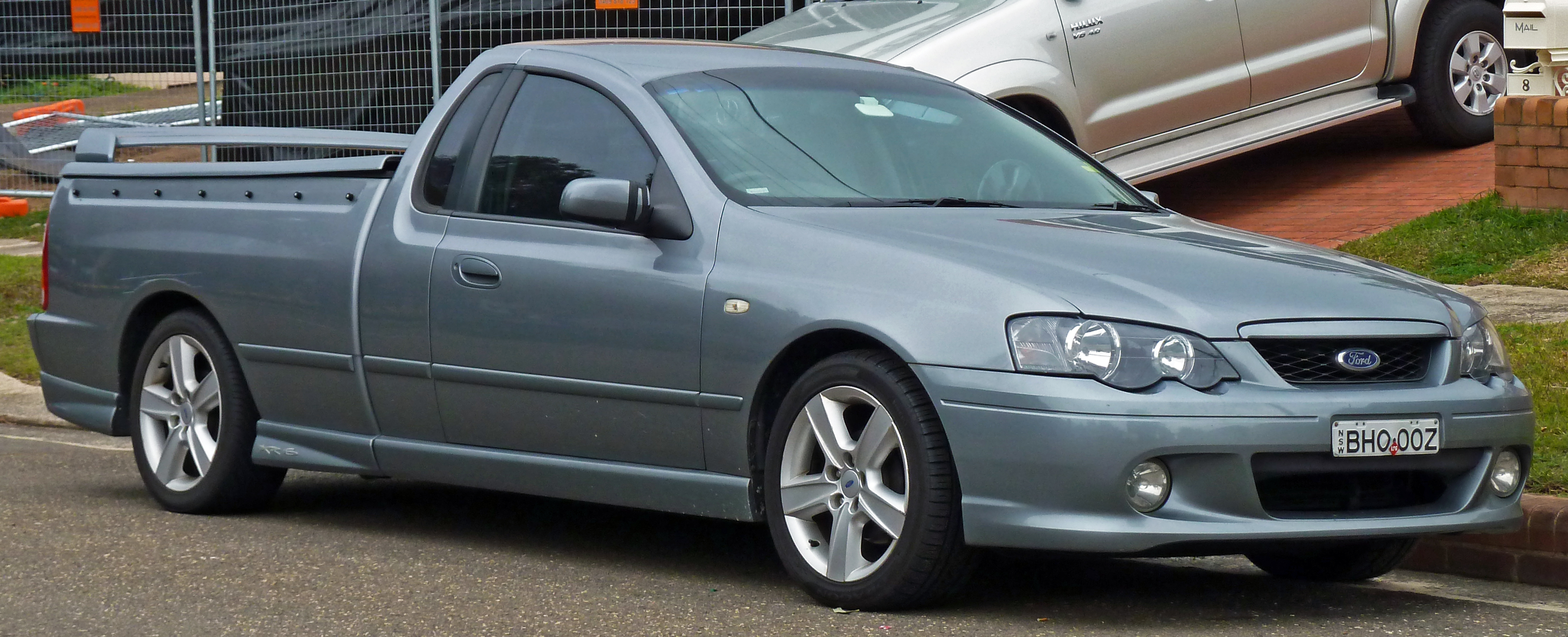
Ford Falcon Ute V XR6 po liftingu

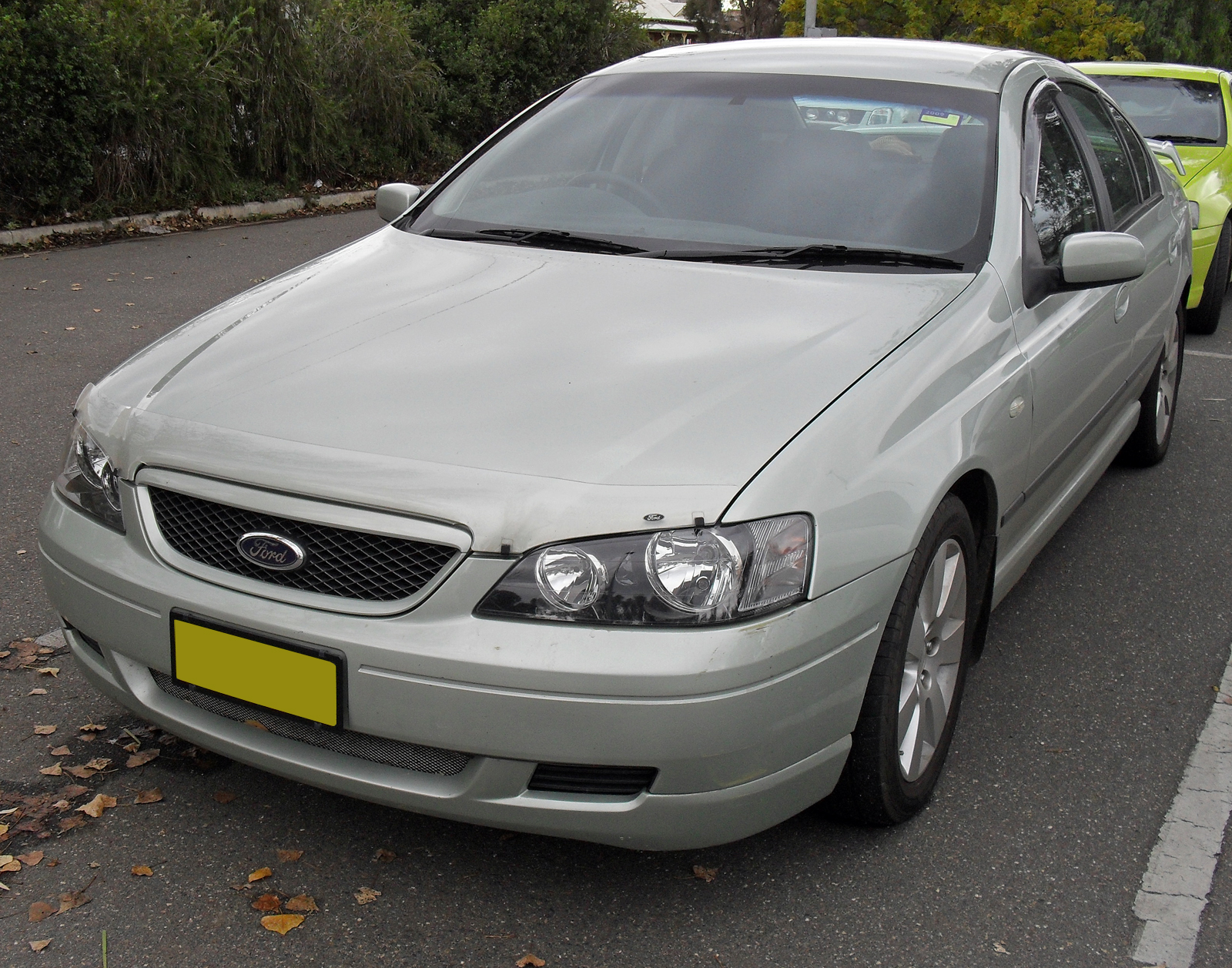
Ford Falcon VI po liftingu

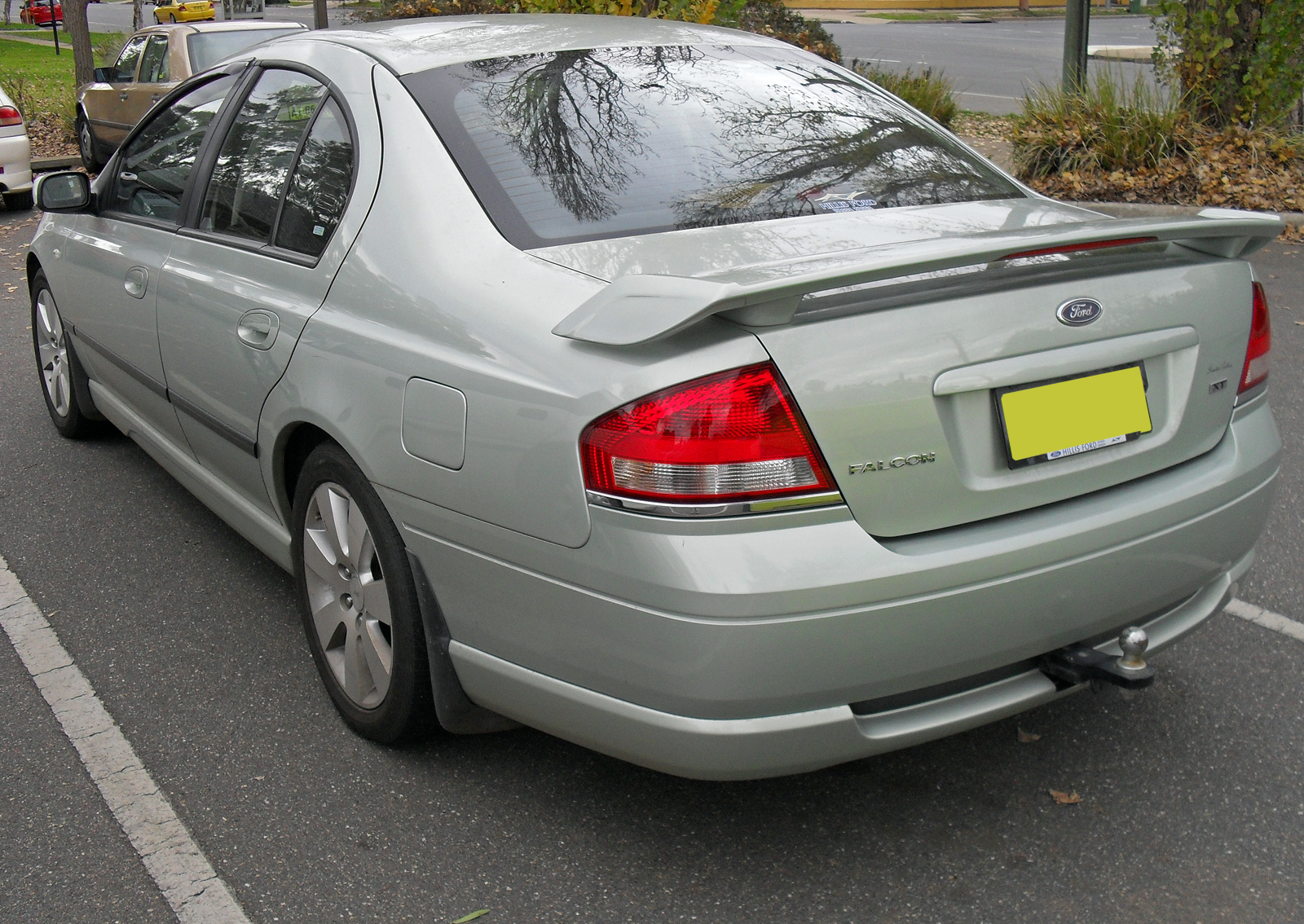
Ford Falcon VI - tył po liftingu

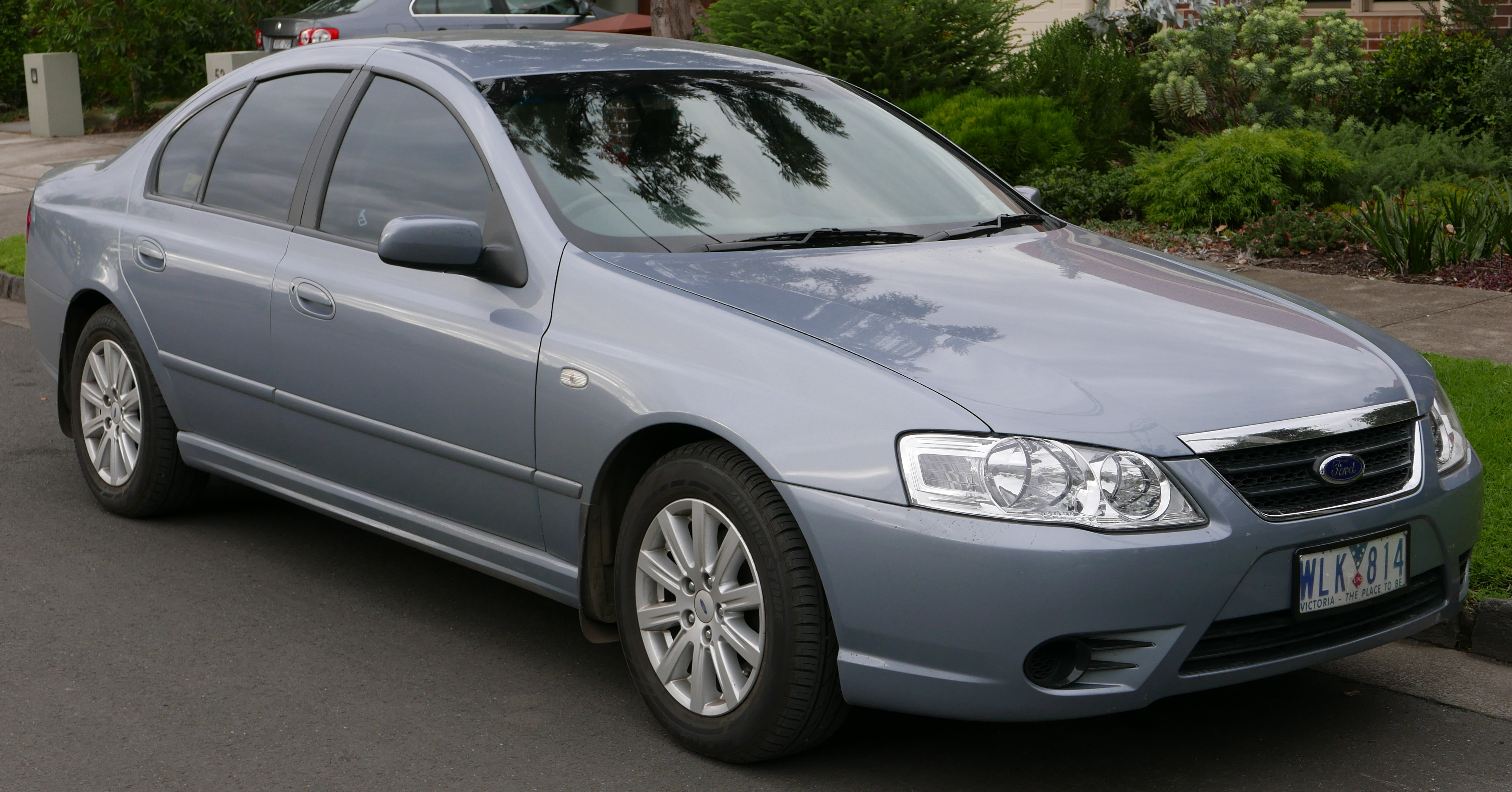
Ford Fairmont VI po drugim liftingu

Ford Falcon VI został zaprezentowany po raz pierwszy w 1998 roku.
We wrześniu 1998 roku australijski oddział Forda przedstawił szóstą, zupełnie nową i zbudowaną od podstaw nową odsłonę Falcona. Styliści nadali samochodowi awangardowe i futurystyczne proporcje, gdzie zarówno z przodu, jak i tyłu pojazdu dominował motyw zaokrąglonego trójkąta. Nadwozie zyskało więcej obłych linii, łuków i zaokrągleń, a także rozbudowano ofertę wersji wyposażeniowych ściśle odróżniających się od siebie np. wyglądem atrapy chłodnicy, a nawet kształtem świateł.
Do oferty nadwoziowej powróciła wersja Falcon Ute, która została zbudowana tym razem wspólnie na nowej platformie szóstej generacji modelu. Wersja kombi zachowała bardziej konserwatywny wygląd, będąc de facto jedynie głęboko zmodyfikowanym poprzednikiem, co ukazywała jedynie nieznacznie zmodyfikowana stylistyka i proporcje nadwozia. Po raz ostatni w historii Falcona uzupełniła ona też ofertę, pozostając w produkcji do 2010 roku - potem Ford Australia zrezygnował z tej odmiany Falcona, zastępując ją mniejszym Mondeo Kombi importowanym z Europy.

### Pierwszy lifting
Pierwsza restylizacja Falcona VI, która miała miejsce we wrześniu 2002 roku, okazała się jednocześnie największą w 10-letniej historii tego wcielenia modelu. Australijski oddział Forda zdecydował się całkowicie zmienić wygląd zarówno przedniego, jak i tylnego pasa, nadając bardziej stonowane i mniej kontrowersyjne kształty. Pojawiły się podłużne lampy, prostokątna atrapa chłodnicy i mniej krzykliwe linie.

### Drugi lifting
Druga modernizacja Falcona VI okazała się znacznie skromniejsza i mniej rozległa. Zdecydowano się jedynie przestylizować kształt reflektorów i zderzaków, a także wprowadzić drobne uaktualnienia w wyposażeniu.

### Fairmont
Po raz ostatni w historii linii modelowej Falcon w Australii, ofertę urozmaiciła najbogatsza i najlepiej wyposażona odmiana o innej nazwie Fairmont. Oferowana była ona równolegle przez całą rynkową obecność szóstej generacji i poza luksusowym charakterem wyróżniała się również drobnymi modyfikacjami w wyglądzie.

### Wersje wyposażenia
- Falcon XT
- Falcon XL
- Falcon Futura
- Falcon XR6
- Falcon XR8
- Fairmont
- Fairmont Ghia

### Silnik
- L6 4.0l Barra 182
- L6 4.0l Barra 240T
- L6 4.0l Barra E-Gas
- V8 5.4l Barra 220
- V8 5.4l Boss 260

## Siódma generacja

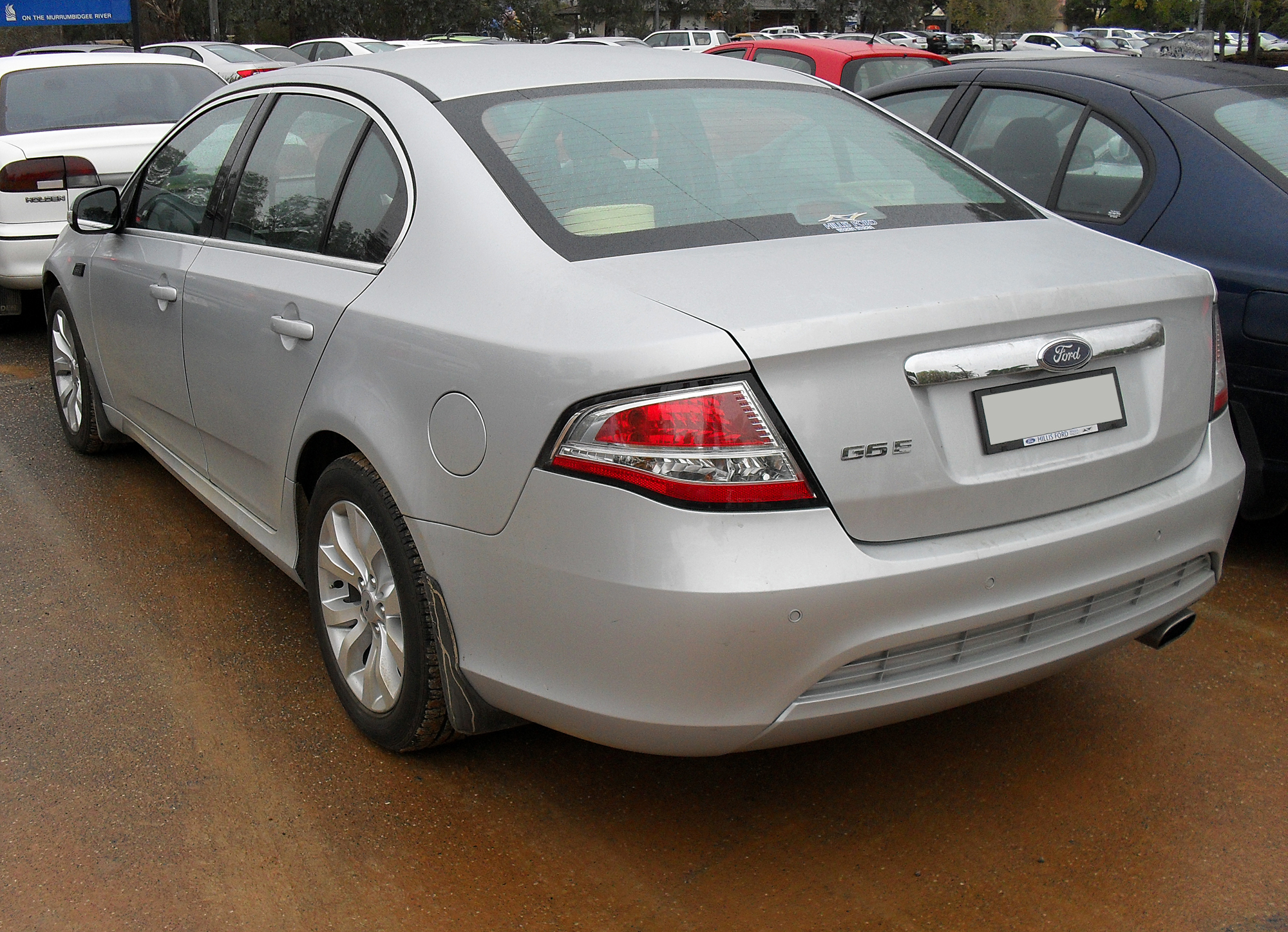
Ford Falcon VII - tył

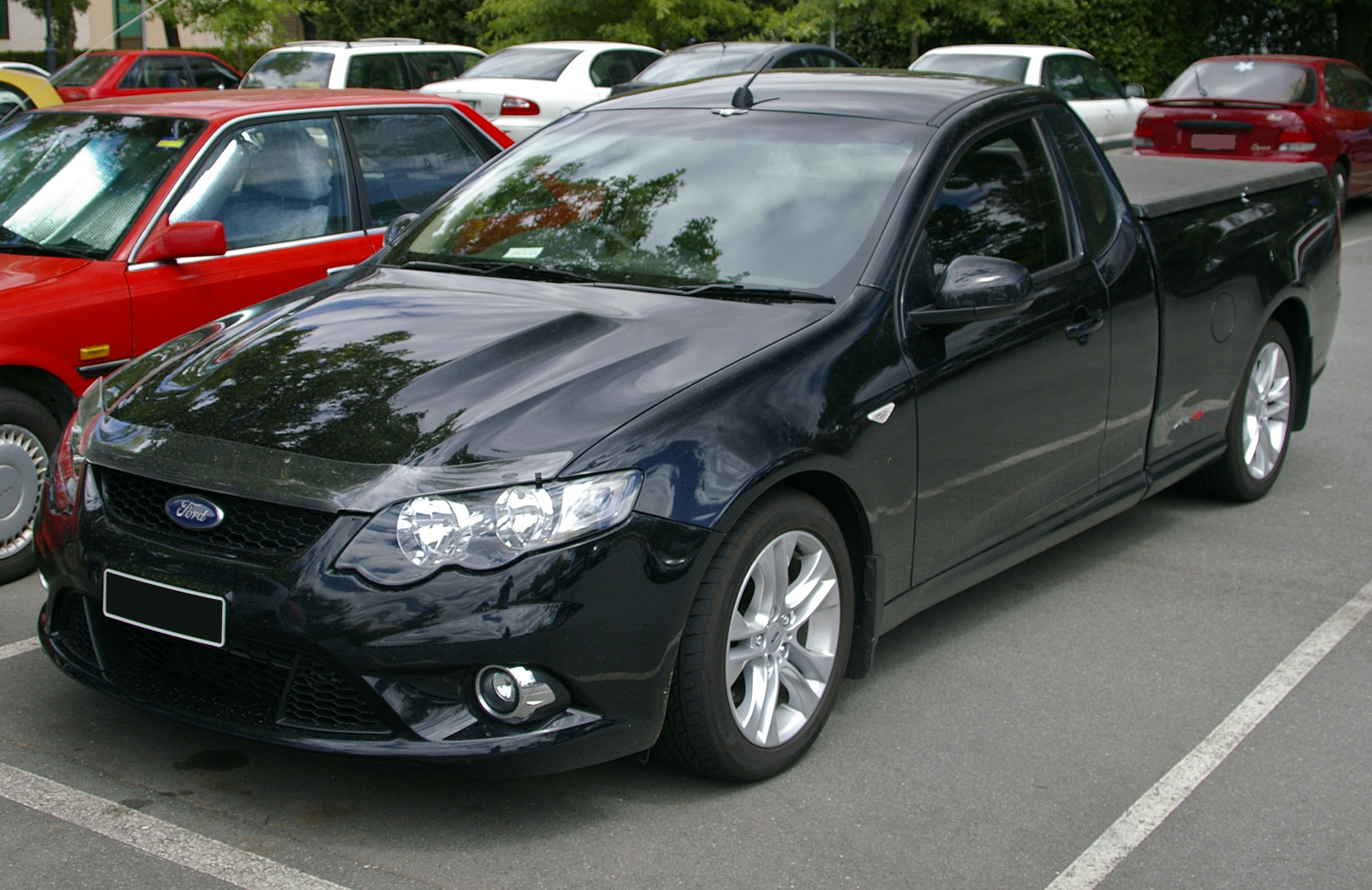
Ford Falcon Ute VI XR8

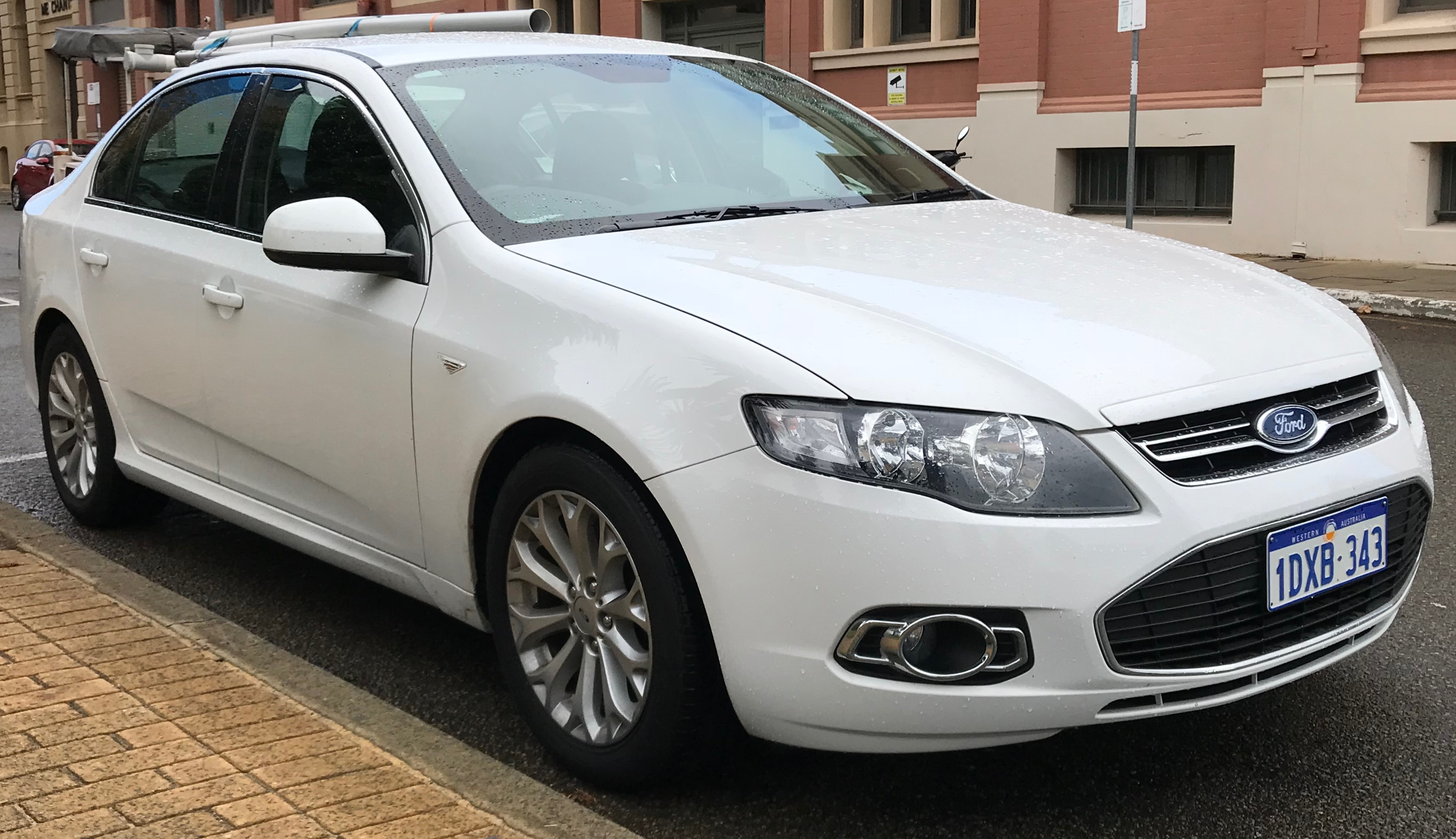
Ford Falcon VII po liftingu

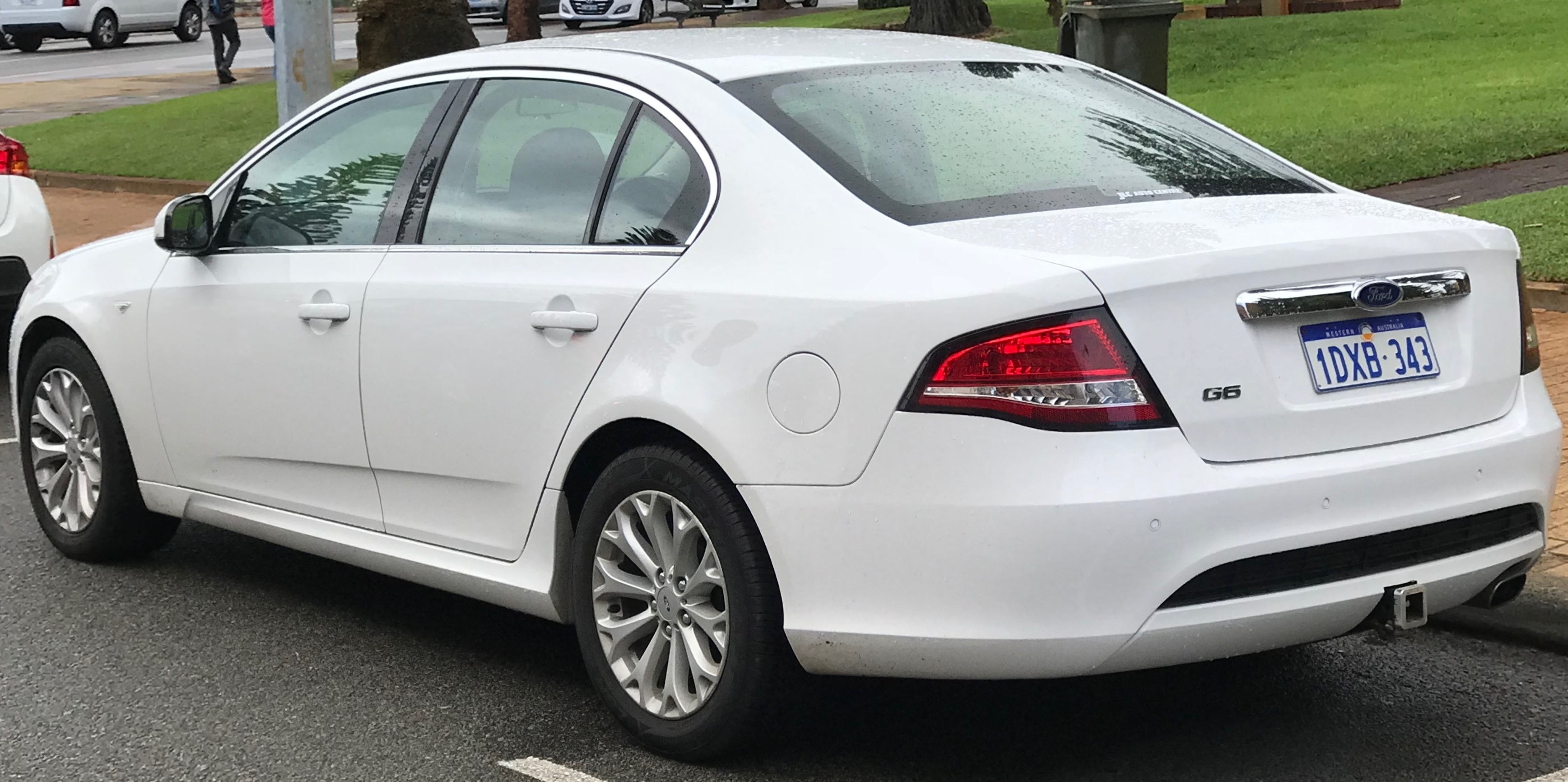
Ford Falcon VII - tył po liftingu

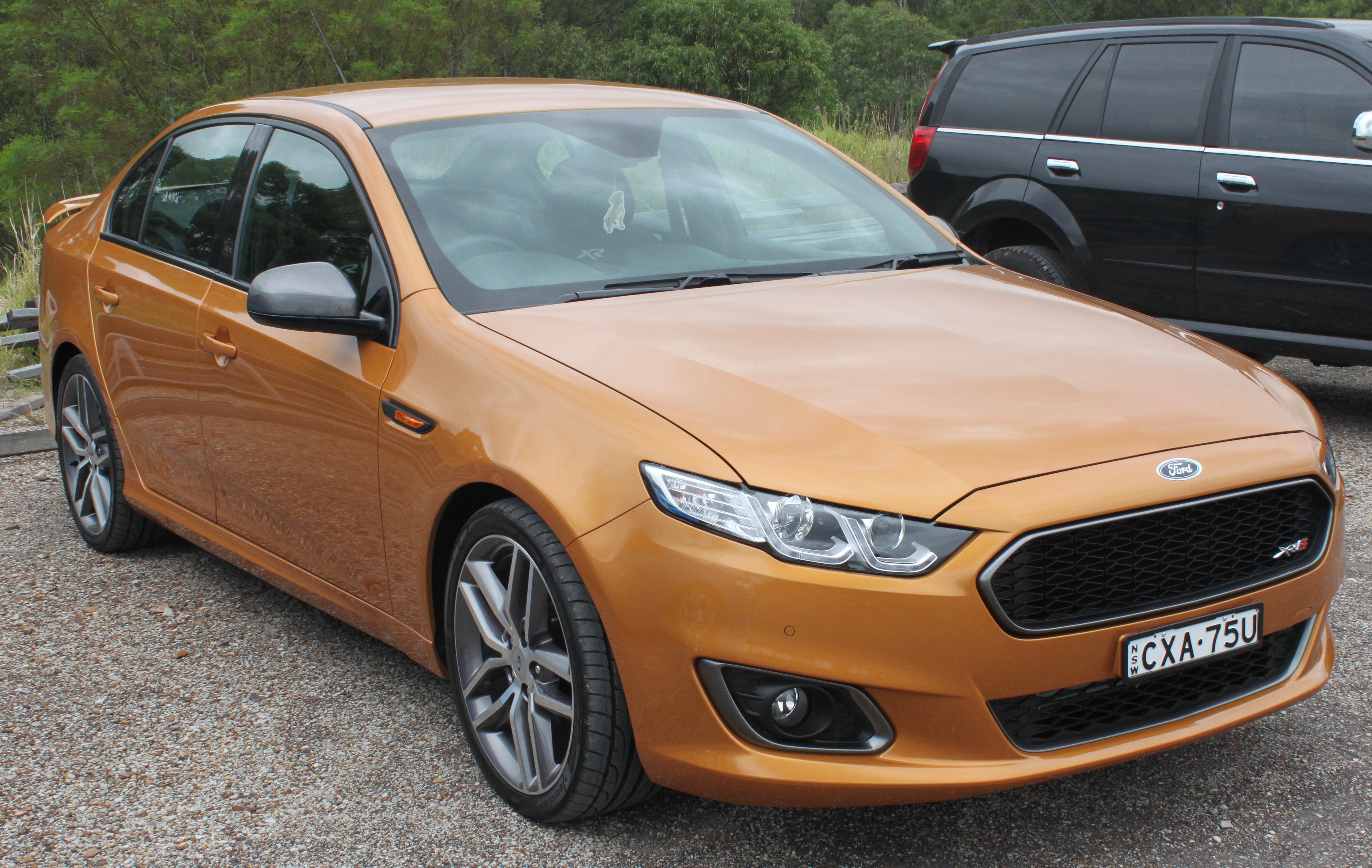
Ford Falcon VII po drugim liftingu

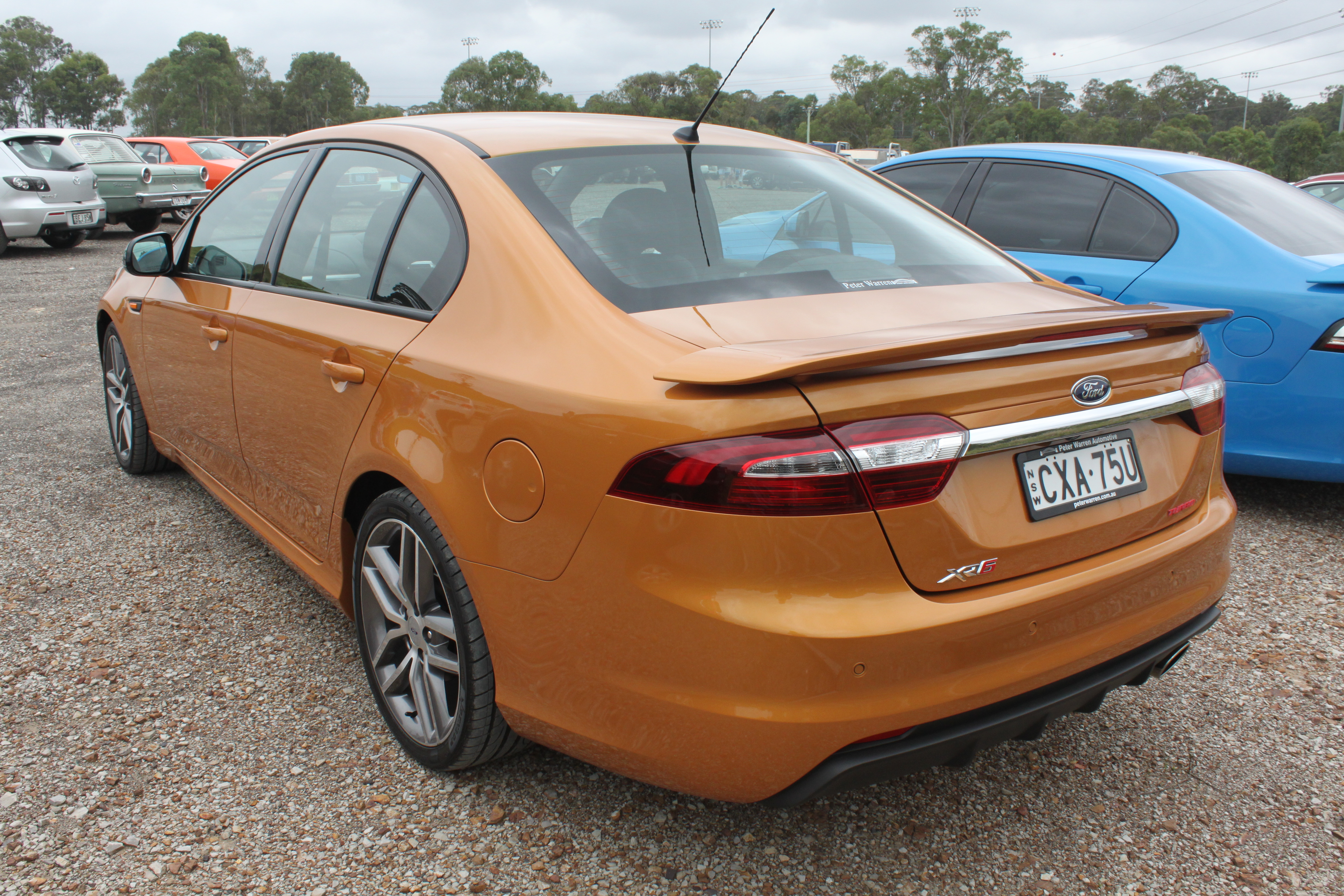
Ford Falcon VII - tył po drugim liftingu

Ford Falcon VII został zaprezentowany po raz pierwszy w 2008 roku.
Siódma i zarazem ostatnia w historii linii modelowej Falcon generacja została zaprezentowana po raz pierwszy w lutym 2008 roku jako zupełnie nowa, zbudowana od podstaw konstrukcja. Samochód zbudowano na platformie E8, utrzymując go w ewolucyjnym kierunku wizualnych zmian w stosunku do poprzednika. Sylwetka stała się bardziej muskularna i masywniejsza, nawiązując jednocześnie do wyglądu modeli Forda z europejskiego rynku.
Po raz pierwszy oferta nadwoziowa australijskiego Falcona była tak uboga - zabrakło wersji kombi, przez co tworzył ją jedynie 4-drzwiowy sedan oraz 2-drzwiowy pickup w ramach linii modelowej Falcon Ute. Pierwszy raz również luksusowa, najbogatsza wersja wyposażeniowa nie nazywała się Fairmont, lecz Falcon G-Series.

### Pierwszy lifting
Pierwszą modernizację Falcona VI przeprowadzono w listopadzie 2011 roku. Australijski oddział Forda zdecydował się zmienić kształt zderzaków, powiększając wlot powietrza w stylu tego, jaki zdobi modele marki na rynkach europejskim i amerykańskim. Ponadto, powiększono atrapę chłodnicy i zmieniono wkłady tylnych lamp na czerwone.

### Drugi lifting
W lipcu 2014 roku australijski oddział Forda przeprowadził ostatnią we wówczas ponad 50-letniej historii Falcona aktualizację. Samochód przeszedł gruntowną restylizację, w ramach której został upodobniony do modeli Forda ze światowych rynków. Pojawiły się charakterystyczne wąskie, podłużne reflektory, a także jeden, duży wlot powietrza o trapezoidalnym kształcie. Ponadto zmieniono kształt tylnych lamp na podłużny, w dwuczęściowej formie.

### Koniec produkcji
W maju 2013 roku, w połowie cyklu rynkowego Falcona VII, Ford oficjalnie potwierdził, że w październiku 2016 roku zamknie australijskie biuro konstruktorskie i wszystkie fabryki w kraju po 91-letniej obecności marki na tym kontynencie. Informacja ta oznaczała, że oba modele opracowane i produkowane z myślą o lokalnym rynku - Falcon i Territory, przestaną być produkowane bez bezpośrednich następców we wskazanym terminie. 
Ostatnia sztuka australijskiego Forda Falcona zjechała z taśm w fabryce Broadmeadows w aglomeracji Melbourne 7 października 2016 roku. Był to niebieski egzemplarz w usportowionej wersji GR6. W ciągu 56 lat fabryka wyprodukowała łącznie 4,3 miliona sztuk Falcona. Od tamtego czasu, miejsce największego sedana w lokalnej ofercie Forda przypada importowanemu z Hiszpanii Fordowi Mondeo.

### Wersje wyposażenia
- Falcon XT
- Falcon XR6
- Falcon XR6 Turbo
- Falcon XR8
- Falcon G6
- Falcon G6E
- Falcon G6E Turbo

### Silnik
- I6 2.0l EcoBoost
- I6 4.0l Barra
- I6 4.0l Barra E-Gas
- I6 4.0l Barra EcoLpi
- I6 4.0l Barra Turbo
- V8 5.4l Boss
- V8 5.0l Supercharged Boss